# قائمة إصدارات الطوابع في العراق (2011-2020)
هذه قائمة بإصدارات الطوابع في العراق للفترة 2011-2020:

## إصدارات 2011
بلغ عدد إصدارات سنة 2011 ثلاثة عشر إصدارا وقد ضمت 42 طابعا وستة بطاقة.

### إصدارات السنة الدولية للتنوع البيولوجي
أصدرت أربعة طوابع وبطاقة تذكارية واحدة بناسبة السنة الدولية للتنوع البيولوجي:

شعار السنة الدولية للتنوع البيولوجي

| # | تاريخ الإصدار        | الوصف | الصورة | القيمة     | كمية الإصدار |
| - | -------------------- | --- | ------ | ---------- | ------------ |
| 1 | 11 كانون الثاني 2011 | طابع بريدي ملون تظهر فيه صورة دعسوقة (Coccinella septempunctata)، مع عبارة "السنة الدولية للتنوع البيولوجي" مع رقم "2010" على شكل شعار السنة الدولية للتنوع البيولوجي بلونين أخضر وأسود مميزين.    |        | 250 دينارا |              |
| 2 | 11 كانون الثاني 2011 | طابع بريدي ملون تظهر فيه صورة بلشون أبيض كبير (Casmerodius albus)، مع عبارة "السنة الدولية للتنوع البيولوجي" مع رقم "2010" على شكل شعار السنة الدولية للتنوع البيولوجي بلونين أخضر وأسود مميزين.   |        | 500 دينار  |              |
| 3 | 11 كانون الثاني 2011 | طابع بريدي ملون تظهر فيه صورة غزال (Gazella subgutturosa)، مع عبارة "السنة الدولية للتنوع البيولوجي" مع رقم "2010" على شكل شعار السنة الدولية للتنوع البيولوجي بلونين أخضر وأسود مميزين.           |        | 750 دينارا |              |
| 4 | 11 كانون الثاني 2011 | طابع بريدي ملون تظهر فيه صورة سحلية [الإنجليزية] (Ophisops elegans)، مع عبارة "السنة الدولية للتنوع البيولوجي" مع رقم "2010" على شكل شعار السنة الدولية للتنوع البيولوجي بلونين أخضر وأسود مميزين. |        | 1000 دينار |              |

أما البطاقة التذكارية:
| # | تاريخ الإصدار        | الوصف | الصورة | القيمة     | كمية الإصدار |
| - | -------------------- | --- | ------ | ---------- | ------------ |
| - | 11 كانون الثاني 2011 | بطاقة تذكارية فيها صور طور مختلفة وفي الوسط من احنياز نحو اليمين جزء قابل للاقتطاع تظهر فيه صورة طيور مائية، مع عبارة "السنة الدولية للتنوع البيولوجي" مع رقم "2010" على شكل شعار السنة الدولية للتنوع البيولوجي بلونين أخضر وأسود مميزين. |        | 1000 دينار |              |

### إصدارات أمم آسيا لكرة القدم
أصدرت أربعة طوابع وبطاقة تذكارية واحدة لمناسبة بطولة كأس أمم آسيا بكرة القدم في قطر عام 2011.

شعار بطولة كأس أمم آسيا بكرة القدم في قطر عام 2011

| # | تاريخ الإصدار        | الوصف | الصورة | القيمة     | كمية الإصدار |
| - | -------------------- | --- | ------ | ---------- | ------------ |
| 5 | 27 كانون الثاني 2011 | طابع بخلفية ملونة تظهر فيه صورة حارس مرمى يحاول إمساك الكرة مع شعار بطولة كأس أمم آسيا بكرة القدم في قطر عام 2011. |        | 250 دينارا |              |
| 6 | 27 كانون الثاني 2011 | طابع بخلفية ملونة تظهر فيه صورة لاعب كرة قدم مع الكرة مع شعار بطولة كأس أمم آسيا بكرة القدم في قطر عام 2011.       |        | 500 دينار  |              |
| 7 | 27 كانون الثاني 2011 | طابع بخلفية ملونة تظهر فيه صورة لاعب كرة قدم مع الكرة مع شعار بطولة كأس أمم آسيا بكرة القدم في قطر عام 2011.       |        | 750 دينارا |              |
| 8 | 27 كانون الثاني 2011 | طابع بخلفية ملونة تظهر فيه صورة لاعب كرة قدم مع الكرة مع شعار بطولة كأس أمم آسيا بكرة القدم في قطر عام 2011.       |        | 1000 دينار |              |

أما البطاقة التذكارية:
| # | تاريخ الإصدار        | الوصف | الصورة | القيمة     | كمية الإصدار |
| - | -------------------- | --- | ------ | ---------- | ------------ |
| - | 27 كانون الثاني 2011 | بطاقة تذكارية بخلفية زرقاء تظهر فيها صورة لاعبي كرة قدم مع الكرة بلون أرجواني مع شعار بطولة كأس أمم آسيا بكرة القدم في قطر عام 2011. |        | 1000 دينار |              |

### إصدارات الكائنات البحرية
أصدرت أربعة طوابع تحتوب على صور كائنات تعيش في شط العرب وشمال الخليج العربي.
| #  | تاريخ الإصدار | الوصف | الصورة | القيمة     | كمية الإصدار |
| -- | ------------- | --- | ------ | ---------- | ------------ |
| 9  | 13 شباط 2011  | طابع ملون تظهر فيه صورة روبيان أو جمبري من نوع جمبري القطيع المشابه [الإنجليزية] (Metapenaeus affinis)، مع عبارة "التنوع الحيوي في شط العرب وشمال الخليج". |        | 250 دينارا |              |
| 10 | 13 شباط 2011  | طابع ملون تظهر فيه صورة سمكة من نوع رعادة النمر (Torpedo panthera)، مع عبارة "التنوع الحيوي في شط العرب وشمال الخليج".                                     |        | 500 دينار  |              |
| 11 | 13 شباط 2011  | طابع ملون تظهر فيه صورة السرطان الناسك من نوع سرطان بريدو الناسك [الإنجليزية] (Eupagurus prideaux)، مع عبارة "التنوع الحيوي في شط العرب وشمال الخليج".     |        | 750 دينارا |              |
| 12 | 13 شباط 2011  | طابع ملون تظهر فيه صورة سمكة من نوع شبوط، مع عبارة "التنوع الحيوي في شط العرب وشمال الخليج".                                                               |        | 1000 دينار |              |

أما البطاقة التذكارية:
| # | تاريخ الإصدار | الوصف | الصورة | القيمة     | كمية الإصدار |
| - | ------------- | --- | ------ | ---------- | ------------ |
| - | 13 شباط 2011  | بطاقة تذكارية ملونة تظهر فيها صورة سمكة من نوع سمكة التنين (Pterois sp.)، مع عبارة "التنوع الحيوي في شط العرب وشمال الخليج". |        | 1000 دينار |              |

### إصدارات مكافحة التصحر
أصدر طابعان لمناسبة اليوم العراقي لمكافحة التصحر:
| #  | تاريخ الإصدار | الوصف                                                                                         | الصورة | القيمة     | كمية الإصدار |
| -- | ------------- | --------------------------------------------------------------------------------------------- | ------ | ---------- | ------------ |
| 13 | 20 نيسان 2011 | طابع ملون فيه وجه طفل ويده مع نبتة صغيرة وصورة صحراء مع عبارة "اليوم العراقي لمكافحة التصحر". |        | 750 دينارا |              |
| 14 | 20 نيسان 2011 | طابع ملون فيه يدين مع نبتة صغيرة وصورة صحراء مع عبارة "اليوم العراقي لمكافحة التصحر".         |        | 1000 دينار |              |

### إصدارات مكافحة التدرن
أصدر طابعان لمناسبة اليوم العالمي لمكافحة التدرن:
| #  | تاريخ الإصدار  | الوصف | الصورة | القيمة     | كمية الإصدار |
| -- | -------------- | --- | ------ | ---------- | ------------ |
| 15 | 21 حزيران 2011 | طابع بإطار أزرق تظهر فيه صورة رئة وصور مجهرية لجرثومة السل مع عبارة "اليوم العالمي لمكافحة التدرن".      |        | 250 دينارا |              |
| 16 | 21 حزيران 2011 | طابع بإطار اخضر مصفر تظهر فيه صورة رئة وصور مجهرية لجرثومة السل مع عبارة "اليوم العالمي لمكافحة التدرن". |        | 500 دينار  |              |

### إصدارات الآثار
أصدرت أربعة طوابع وبطاقة تذكارية تظهر عليها صور آثار العراق:
| #  | تاريخ الإصدار  | الوصف                                                             | الصورة | القيمة     | كمية الإصدار |
| -- | -------------- | ----------------------------------------------------------------- | ------ | ---------- | ------------ |
| 17 | 29 حزيران 2011 | طابع ملون تظهر عليه صورة بوابة عشتار وأسد بابل مع كلمة "بابل".    |        | 250 دينارا |              |
| 18 | 29 حزيران 2011 | طابع ملون تظهر عليه صورة آثار مملكة الحضر مع كلمة "الحضر".        |        | 500 دينار  |              |
| 19 | 29 حزيران 2011 | طابع ملون تظهر عليه صورة آثار زقورة أور مع كلمة "زقورة أور".      |        | 750 دينارا |              |
| 20 | 29 حزيران 2011 | طابع ملون تظهر عليه صورة ثور مجنح وأثر آشوري آخر مع كلمة "نينوى". |        | 1000 دينار |              |

أما البطاقة التذكارية:
| # | تاريخ الإصدار  | الوصف                                                                       | الصورة | القيمة     | كمية الإصدار |
| - | -------------- | --------------------------------------------------------------------------- | ------ | ---------- | ------------ |
| - | 29 حزيران 2011 | بطاقة تذكارية ملونة تظهر عليه صورة ملوية سامراء مع عبارة "المئذنة الملوية". |        | 1000 دينار |              |

### إصدارات الشعراء
أصدرت ثلاثة طوابع تحمل صور شعراء عراقيين:
| #  | تاريخ الإصدار | الوصف                                          | الصورة | القيمة     | كمية الإصدار |
| -- | ------------- | ---------------------------------------------- | ------ | ---------- | ------------ |
| 21 | 11 تموز 2011  | طابع ملون يحمل صورة الشاعر عبد الوهاب البياتي. |        | 250 دينارا |              |
| 22 | 11 تموز 2011  | طابع ملون يحمل صورة الشاعر محمد مهدي الجواهري. |        | 500 دينار  |              |
| 23 | 11 تموز 2011  | طابع ملون يحمل صورة الشاعرة نازك الملائكة.     |        | 750 دينارا |              |

### إصدارات الآلات الموسيقية
أصدرت أربعة طوابع تحمل صور آلات موسيقية:
| #  | تاريخ الإصدار | الوصف                                      | الصورة | القيمة     | كمية الإصدار |
| -- | ------------- | ------------------------------------------ | ------ | ---------- | ------------ |
| 24 | 30 تموز 2011  | طابع بخلفية صفراء تظهر فيها صورة زرنة.     |        | 250 دينارا |              |
| 25 | 30 تموز 2011  | طابع بخلفية برتقالية تظهر فيها صورة ربابة. |        | 500 دينار  |              |
| 26 | 30 تموز 2011  | طابع بخلفية خضراء تظهر فيها صورة عود.      |        | 750 دينارا |              |
| 27 | 30 تموز 2011  | طابع بخلفية زرقاء تظهر فيها صورة قانون.    |        | 1000 دينار |              |

### إصدارات الخيول
أصدرت أربعة طوابع وبطاقة تذكارية تحمل صور خيول:
| #  | تاريخ الإصدار      | الوصف                                                                   | الصورة | القيمة     | كمية الإصدار |
| -- | ------------------ | ----------------------------------------------------------------------- | ------ | ---------- | ------------ |
| 28 | 2 تشرين الأول 2011 | طابع تظهر فيه صورة حصان أسود ورأس حصان أسود أيضا مع عبارة "خيول عربية". |        | 250 دينارا |              |
| 29 | 2 تشرين الأول 2011 | طابع تظهر فيه صورة حصان أبيض ورأس حصان أبيض أيضا مع عبارة "خيول عربية". |        | 500 دينار  |              |
| 30 | 2 تشرين الأول 2011 | طابع تظهر فيه صورة حصان رمادي ورأس حصان بني أيضا مع عبارة "خيول عربية". |        | 750 دينارا |              |
| 31 | 2 تشرين الأول 2011 | طابع تظهر فيه صورة حصان أبيض ورأس حصان أبيض أيضا مع عبارة "خيول عربية". |        | 1000 دينار |              |

أما البطاقة التذكارية:
| # | تاريخ الإصدار      | الوصف                                                         | الصورة | القيمة     | كمية الإصدار |
| - | ------------------ | ------------------------------------------------------------- | ------ | ---------- | ------------ |
| - | 2 تشرين الأول 2011 | بطاقة تذكارية تظهر فيها خمسة من الخيول مع عبارة "خيول عربية". |        | 1000 دينار |              |

### إصدار جريمة حلبجة
أصدر طابع واحد في ذكرى الهجوم الكيميائي على حلبجة:

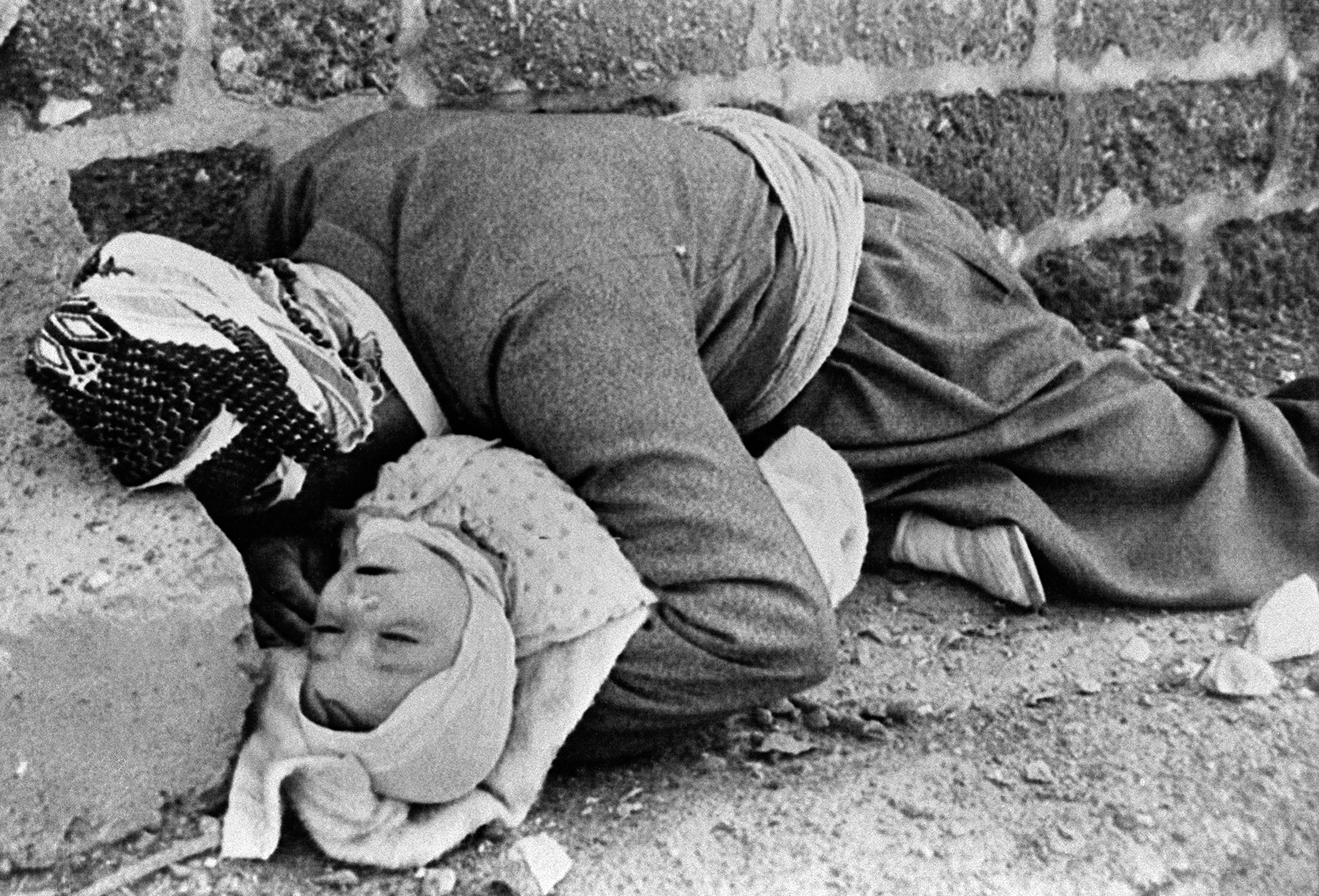
الصورة الأصلية التي ظهرت على الطابع لشخص يدعى "عمر خوار" مع طفله" وقد التقطها المصور الإيراني "أحمد ناطقي".

| #  | تاريخ الإصدار | الوصف | الصورة | القيمة     | كمية الإصدار |
| -- | ------------- | --- | ------ | ---------- | ------------ |
| 32 | 2011          | طابع ملون تظهر فيه صورة لمشهد رجل وطفل قتلا نتيجة الهجوم الكيميائي على حلبجة مع عبارة "ذكرى جريمة قصف حلبجة بالأسلحة الكيمياوية". |        | 1000 دينار |              |

### إصدار الأزياء العراقية
أصدرت خمسة طوابع وبطاقة تذكارية تظهر فيها أزياء شعبية عراقية:
| #  | تاريخ الإصدار       | الوصف                                                                                   | الصورة | القيمة    | كمية الإصدار |
| -- | ------------------- | --------------------------------------------------------------------------------------- | ------ | --------- | ------------ |
| 33 | 8 تشرين الثاني 2011 | طابع ملون بإطار أصفر تظهر فيه صورة رجل ومرأة يرتديان زيا شعبيا مع عبارة "أزياء عراقية". |        | 500 دينار |              |
| 34 | 8 تشرين الثاني 2011 | طابع ملون بإطار وردي تظهر فيه صورة رجل ومرأة يرتديان زيا شعبيا مع عبارة "أزياء عراقية". |        | 500 دينار |              |
| 35 | 8 تشرين الثاني 2011 | طابع ملون بإطار أزرق تظهر فيه صورة رجل ومرأة يرتديان زيا شعبيا مع عبارة "أزياء عراقية". |        | 500 دينار |              |
| 36 | 8 تشرين الثاني 2011 | طابع ملون بإطار بني تظهر فيه صورة رجل ومرأة يرتديان زيا شعبيا مع عبارة "أزياء عراقية".  |        | 500 دينار |              |
| 37 | 8 تشرين الثاني 2011 | طابع ملون بإطار أخضر تظهر فيه صورة رجل ومرأة يرتديان زيا شعبيا مع عبارة "أزياء عراقية". |        | 500 دينار |              |

أما البطاقة التذكارية:
| # | تاريخ الإصدار       | الوصف | الصورة | القيمة    | كمية الإصدار |
| - | ------------------- | --- | ------ | --------- | ------------ |
| - | 8 تشرين الثاني 2011 | بطاقة تذكارية ملونة بإطار أحمر تظهر فيها صورة وجوه رجال ونساء يرتدون أزياء شعبية مع عبارة "أزياء عراقية". |        | 500 دينار |              |

### إصدارات جمعية هواة الطوابع العراقية
أصدر طابعان لمناسبة الذكرى الستين لتأسيس جمعية هواة الطوابع العراقية:
| #  | تاريخ الإصدار        | الوصف | الصورة | القيمة     | كمية الإصدار |
| -- | -------------------- | --- | ------ | ---------- | ------------ |
| 38 | 25 تشرين الثاني 2011 | طابع ملون يظهر فيه شعار "جمعية الطوابع والمسكوكات العراقية" وصور عملات نقدية معدنية مع عبارة "جمعية الطوابع والمسكوكات العراقية" وتواريخ "1951" و"2011" ورقم "60" وعبارة "الذكرى الستون لتأسيس جمعية هواة الطوابع العراقية". |        | 250 دينارا |              |
| 39 | 25 تشرين الثاني 2011 | طابع ملون يظهر فيه شعار "جمعية الطوابع والمسكوكات العراقية" وصور عملات نقدية معدنية وطوابع وتواريخ "1951" و"2011" وعبارة "الذكرى الستون لتأسيس جمعية هواة الطوابع العراقية".                                                 |        | 500 دينار  |              |

### إصدارات اتفاقية رامسر
أصدرت ثلاثة طوابع لمناسبة الذكرى الأربعون اتفاقية رامسر، وهي معاهدة دولية للحفاظ والاستخدام المستدام للمناطق الرطبة من أجل وقف الزيادة التدريجية لفقدان الأراضي الرطبة في الحاضر والمستقبل وتدارك المهام الإيكولوجية الأساسية للأراضي الرطبة وتنمية دورها الاقتصادي، الثقافي، العلمي و قيمتها الترفيهية. وتحمل الإتفاقية اسم مدينة رامسر في إيران.
الطوابع الثلاثة تحمل صورة طيور:
| #  | تاريخ الإصدار       | الوصف                                                                            | الصورة | القيمة     | كمية الإصدار |
| -- | ------------------- | -------------------------------------------------------------------------------- | ------ | ---------- | ------------ |
| 40 | 12 كانون الأول 2011 | طابع ملون يحمل صورة هازجة الغاب مع عبارة "الذكرى الأربعون لاتفاقية رامسار".      |        | 500 دينار  |              |
| 41 | 12 كانون الأول 2011 | طابع ملون يحمل صورة رأس هازجة الغاب مع عبارة "الذكرى الأربعون لاتفاقية رامسار".  |        | 750 دينارا |              |
| 42 | 12 كانون الأول 2011 | طابع ملون يحمل صورة هازجة قصب البصرة مع عبارة "الذكرى الأربعون لاتفاقية رامسار". |        | 1000 دينار |              |

## إصدارات 2012
بلغ عدد إصدارات سنة 2012 ستة عشر إصدارا وقد ضمت 40 طابعا وسبعة بطاقة.

### إصدار الإيدز
أصدر طابع واحد لمناسبة الذكرى الثلاثين لاكتشاف الإيدز.
| # | تاريخ الإصدار       | الوصف | الصورة | القيمة     | كمية الإصدار |
| - | ------------------- | --- | ------ | ---------- | ------------ |
| 1 | 2 كانون الثاني 2012 | طابع ملون تظهر عليه رسوم مختلفة وصورة شعار الأمم المتحدة وعليه شريط أحمر والذي يمثل شريط توعية لمرض الإيدز، مع عبارة "الذكرى الثلاثون لاكتشاف الإيدز". |        | 250 دينارا |              |

### إصدار واقعة الطف
أصدرت أربعة طوابع وبطاقة تذكارية احتفاء بذكرى معركة الطف، علما أن ثلاثة من الطوابع يبدو أنها طوابع متجاورة تشكل لوحة طوابع ثلاثية، وهي الطوابع بقيمة 250 دينارا و500 دينار و1000 دينار:
| # | تاريخ الإصدار        | الوصف | الصورة | القيمة     | كمية الإصدار |
| - | -------------------- | --- | ------ | ---------- | ------------ |
| 2 | 14 كانون الثاني 2012 | طابع يغلب عليه اللون البرتقالي المحمر، تظهر فيه صورة قافلة من المشاة والجمال مع عبارة "واقعة الطف 61 هـ" وكلمة "الحسين" بالخط الديواني. |        | 250 دينارا |              |
| 3 | 14 كانون الثاني 2012 | طابع تظهر فيه صورة تخيلية لمعركة كربلاء مع عبارة "واقعة الطف 61 هـ" وكلمة "الحسين" بالخط الديواني.                                      |        | 500 دينار  |              |
| 4 | 14 كانون الثاني 2012 | طابع تظهر فيه صورة تخيلية لمعركة كربلاء مع عبارة "واقعة الطف 61 هـ" وكلمة "الحسين" بالخط الديواني.                                      |        | 750 دينارا |              |
| 5 | 14 كانون الثاني 2012 | طابع تظهر فيه صورة تخيلية لمعركة كربلاء مع عبارة "واقعة الطف 61 هـ" وكلمة "الحسين" بالخط الديواني.                                      |        | 1000 دينار |              |

أما البطاقة التذكارية:
| # | تاريخ الإصدار        | الوصف | الصورة | القيمة     | كمية الإصدار |
| - | -------------------- | --- | ------ | ---------- | ------------ |
| - | 14 كانون الثاني 2012 | بطاقة تذكارية ملونة بإطار أخضر تظهر فيها قبة خضراء ورسوم تعبيرية مع عبارة "ثورة الإمام الحسين عليه السلام". |        | 1000 دينار |              |

### إصدارات يوم الشهيد
أصدر طابعان لمناسبة يوم الشهيد:
| # | تاريخ الإصدار | الوصف | الصورة | القيمة     | كمية الإصدار |
| - | ------------- | --- | ------ | ---------- | ------------ |
| 6 | 4 آذار 2012   | طابع ملون يظهر فيه شعار مؤسسة الشهداء مع صورة أشخاص أحدهم يرفع علم العراق ومرأتين ترتديان السواد وتوابيت عليها علم العراق مع عبارة "يوم الشهيد". |        | 750 دينارا |              |
| 7 | 4 آذار 2012   | طابع ملون يظهر فيه شعار مؤسسة الشهداء يحمله رسم لشخصين مع صورة شخص يصرخ وتوابيت عليها علم العراق وحمائم في الخلفية مع عبارة "يوم الشهيد".        |        | 1000 دينار |              |

### إصدارات القمة العربية
أصدرت ثلاثة طوابع لمناسبة انعقاد القمة العربية التي عقدت في بغداد سنة 2012:
| #  | تاريخ الإصدار | الوصف                                                                                              | الصورة | القيمة     | كمية الإصدار |
| -- | ------------- | -------------------------------------------------------------------------------------------------- | ------ | ---------- | ------------ |
| 8  | 3 أيار 2012   | طابع ملون بخلفية وردية يظهر فيه شعار القمة العربية مع عبارة "مؤتمر القمة العربية - بغداد 2012".    |        | 250 دينار  | 25000        |
| 9  | 3 أيار 2012   | طابع ملون بخلفية زرقاء يظهر فيه شعار القمة العربية مع عبارة "مؤتمر القمة العربية - بغداد 2012".    |        | 500 دينارا | 25000        |
| 10 | 3 أيار 2012   | طابع ملون بخلفية برتقالية يظهر فيه شعار القمة العربية مع عبارة "مؤتمر القمة العربية - بغداد 2012". |        | 750 دينار  | 25000        |

### مجموعتي إصدارات الزهور
أصدر إصدارين لطوابع تحمل صور زهور:

#### المجموعة الأولى
تمتاز هذه المجموعة بأن فصل الطوابع البريدية [الإنجليزية] يكون عن طريق وجود تثقيب [الإنجليزية] أو تخريم بين الطوابع، وعددها أربع طوابع:
| #  | تاريخ الإصدار | الوصف                                                                                                  | الصورة | القيمة     | كمية الإصدار |
| -- | ------------- | --- | ------ | ---------- | ------------ |
| 11 | 6 أيار 2012   | طابع ملون تظهر فيه صورة زهرة الشمس مع كلمة "زهور".                                                     |        | 250 دينارا | 25000        |
| 12 | 6 أيار 2012   | طابع ملون تظهر فيه صورة أزهار كاردينيا مع كلمة "زهور".                                                 |        | 500 دينار  | 25000        |
| 13 | 6 أيار 2012   | طابع ملون تظهر فيه صورة زهور سيسم نهر العاصي (حلك السبع) (بالإنجليزية: weasel's snout)‏ مع كلمة "زهور". |        | 750 دينارا | 25000        |
| 14 | 6 أيار 2012   | طابع ملون تظهر فيه صورة زهور القرنفل مع كلمة "زهور".                                                   |        | 1000 دينار | 25000        |

#### المجموعة الثانية
تمتاز هذه المجموعة من الطوابع بأنها ذاتية اللصق [الإنجليزية] وليس لها حواف متعرجة بل حوافها مستقيمة، وعددها أربعة طوابع بالإضافة إلى بطاقة تذكارية:
| #  | تاريخ الإصدار | الوصف                                                                     | الصورة | القيمة     | كمية الإصدار |
| -- | ------------- | ------------------------------------------------------------------------- | ------ | ---------- | ------------ |
| 15 | 6 أيار 2012   | طابع ملون تظهر فيه زهور زينيا (Zinnia) مع كلمة "زهور".                    |        | 250 دينارا | 50000        |
| 16 | 6 أيار 2012   | طابع ملون تظهر فيه زهور شقار أو شقائق النعمان (Anemone) مع كلمة "زهور".   |        | 500 دينار  | 50000        |
| 17 | 6 أيار 2012   | طابع ملون تظهر فيه الورد الجوري مع كلمة "زهور".                           |        | 750 دينارا | 50000        |
| 18 | 6 أيار 2012   | طابع ملون تظهر فيه زهور أقحوان أو الداودي (Chrysanthemum) مع كلمة "زهور". |        | 1000 دينار | 50000        |

أما البطاقة التذكارية:
| # | تاريخ الإصدار | الوصف                                                                               | الصورة | القيمة     | كمية الإصدار |
| - | ------------- | ----------------------------------------------------------------------------------- | ------ | ---------- | ------------ |
| - | 6 أيار 2012   | بطاقة تذكارية ملونة تظهر فيها صورة باقة ورد متنوعة الأشكال والألوان مع كلمة "زهور". |        | 1000 دينار | 5000         |

### إصدارات العتبة الكاظمية
أصدرت ثلاثة طوابع مع بطاقة تذكارية تحتفي العتبة الكاظمية:
| #  | تاريخ الإصدار  | الوصف                                                                                                 | الصورة | القيمة     | كمية الإصدار |
| -- | -------------- | --- | ------ | ---------- | ------------ |
| 19 | 16 حزيران 2012 | طابع ملون تظهر فيه صورة تعبر عن العتبة الكاظمية محاطة بنقوش مع عبارة "العتبة الكاظمية المقدسة".       |        | 250 دينارا | 30000        |
| 20 | 16 حزيران 2012 | طابع ملون تظهر فيه صورة ضريح موسى الكاظم ومحمد الجواد محاطا بنقوش مع عبارة "العتبة الكاظمية المقدسة". |        | 250 دينارا | 30000        |
| 21 | 16 حزيران 2012 | طابع ملون تظهر فيه صورة تعبر عن العتبة الكاظمية محاطة بنقوش مع عبارة "العتبة الكاظمية المقدسة".       |        | 250 دينارا | 30000        |

أما البطاقة التذكارية:
| # | تاريخ الإصدار  | الوصف | الصورة | القيمة    | كمية الإصدار |
| - | -------------- | --- | ------ | --------- | ------------ |
| - | 16 حزيران 2012 | بطاقة تذكارية تظهر فيها صورة ضريح موسى الكاظم ومحمد الجواد محاطا الزائرين وصورة حمامتين مع عبارة "العتبة الكاظمية المقدسة" وصورة رقعة مكتوب عليها الآية: "والكاظمين الغيب والعافين عن الناس والله يحب المحسنين" صدق الله العظيم. |        | 500 دينار | 5000         |

### إصدارات الكرد الفيليين
أصدر طابعان في موضوع "جريمة إبادة الكرد الفيليين":
| #  | تاريخ الإصدار | الوصف                                                                                       | الصورة | القيمة     | كمية الإصدار |
| -- | ------------- | ------------------------------------------------------------------------------------------- | ------ | ---------- | ------------ |
| 22 | 2012          | طابع ملون يصور مشهدا لإبعاد الكرد الفيليين عن العراق مع عبارة "جريمة إبادة الكرد الفيليين". |        | 750 دينارا | 10000        |
| 23 | 2012          | طابع ملون يصور مشهدا لإبعاد الكرد الفيليين عن العراق مع عبارة "جريمة إبادة الكرد الفيليين". |        | 1000 دينار | 10000        |

### إصدار اللجنة الوطنية العراقية للتربية والثقافة والعلوم
أصدر طابع واحد يحتفي باللجنة الوطنية العراقية للتربية والثقافة والعلوم:
| #  | تاريخ الإصدار | الوصف | الصورة | القيمة     | كمية الإصدار |
| -- | ------------- | --- | ------ | ---------- | ------------ |
| 24 | 2012          | طابع ملون يظهر فيه شعار اللجنة الوطنية العراقية للتربية والثقافة والعلوم مع رسم يظهر طالبين على كراسي الدراسة وعبارة "اللجنة الوطنية العراقية للتربية والثقافة والعلوم". |        | 5000 دينار |              |

### إصدارات دورة الألعاب الأولمبية في لندن
أصدرت أربعة طوابع وبطاقتان بمناسبة دورة الألعاب الأولمبية الصيفية في لندن عام 2012:
| #  | تاريخ الإصدار | الوصف | الصورة | القيمة      | كمية الإصدار |
| -- | ------------- | --- | ------ | ----------- | ------------ |
| 25 | 12 آب 2012    | طابع ملون تظهر فيه الحلقات الأولمبية مع صورة رياضي في رياضة القوس والسهم مع عبارة "ألعاب أولمبياد لندن 2012".                   |        | 250 دينار   |              |
| 26 | 12 آب 2012    | طابع ملون تظهر فيه الحلقات الأولمبية مع صورة ثلاثة من الرياضيين في رياضات الجمباز المختلفة مع عبارة "ألعاب أولمبياد لندن 2012". |        | 500 دينارا  |              |
| 27 | 12 آب 2012    | طابع ملون تظهر فيه الحلقات الأولمبية مع صورة رياضيين اثنين في رياضة المبارزة مع عبارة "ألعاب أولمبياد لندن 2012".               |        | 750 دينار   |              |
| 28 | 12 آب 2012    | طابع ملون تظهر فيه الحلقات الأولمبية مع صورة رياضيين اثنين في رياضة سباق الحواجز مع عبارة "ألعاب أولمبياد لندن 2012".           |        | 1000 دينارا |              |

أما البطاقتان التذكاريتان:
| # | تاريخ الإصدار | الوصف | الصورة | القيمة     | كمية الإصدار |
| - | ------------- | --- | ------ | ---------- | ------------ |
| - | 12 آب 2012    | بطاقة تذكارية ملونة تظهر فيها الحلقات الأولمبية مع صورة عدد من الرياضيين في رياضات مختلفة مع عبارة "ألعاب أولمبياد لندن 2012".                                                                    |        | 1000 دينار |              |
| - | 12 آب 2012    | بطاقة تذكارية ملونة تظهر فيها الحلقات الأولمبية مع صورة رياضية في رياضة رمي الرمح وصورة ويلنوك ومانديفيل تميمتا الدورة الأولمبية مع صورة شعار الدورة الأولمبية وعبارة "ألعاب أولمبياد لندن 2012". |        | 1000 دينار |              |

### إصدار ملوك العراق
أصدرت ثلاثة طوابع وبطاقة تذكارية تحمل صورة ملوك العراق:
| #  | تاريخ الإصدار      | الوصف                                                                                             | الصورة | القيمة     | كمية الإصدار |
| -- | ------------------ | ------------------------------------------------------------------------------------------------- | ------ | ---------- | ------------ |
| 29 | 1 تشرين الأول 2012 | طابع ملون تظهر فيه صورة الملك فيصل الثاني مع عبارة "ملوك العراق" واسمه "فيصل الثاني (1953-1958)". |        | 500 دينار  |              |
| 30 | 1 تشرين الأول 2012 | طابع ملون تظهر فيه صورة الملك غازي الأول مع عبارة "ملوك العراق" واسمه "غازي (1933-1939)".         |        | 750 دينارا |              |
| 31 | 1 تشرين الأول 2012 | طابع ملون تظهر فيه صورة الملك فيصل الأول مع عبارة "ملوك العراق" واسمه "فيصل الأول (1921-1933)".   |        | 1000 دينار |              |

أما البطاقة التذكارية:
| # | تاريخ الإصدار      | الوصف | الصورة | القيمة     | كمية الإصدار |
| - | ------------------ | --- | ------ | ---------- | ------------ |
| - | 1 تشرين الأول 2012 | بطاقة تذكارية بخلفية برتقالية بنقوش، تظهر فيها صور الملوك الثلاثة فيصل الأول وغازي الاول وفيصل الثاني وصورة تمثال الملك فيصل الأول ممتطيا حصانا والموجود في بغداد، كما يظهر شعار المملكة العراقية وعبارة "ملوك العراق". |        | 1000 دينار |              |

### إصدار قلعة كركوك
أصدر طابع واحد يحتفي بقلعة كركوك:
| #  | تاريخ الإصدار        | الوصف                                                        | الصورة | القيمة    | كمية الإصدار |
| -- | -------------------- | ------------------------------------------------------------ | ------ | --------- | ------------ |
| 32 | 22 تشرين الثاني 2012 | طابع ملون تظهر فيه صورتان لقلعة كركوك مع عبارة "قلعة كركوك". |        | 500 دينار |              |

### إصدار يوم البريد العربي
أصدر طابع واحد لمناسبة يوم البريد العربي:
| #  | تاريخ الإصدار        | الوصف | الصورة | القيمة    | كمية الإصدار |
| -- | -------------------- | --- | ------ | --------- | ------------ |
| 33 | 27 تشرين الثاني 2012 | طابع ملون تظهر فيه خريطة الوطن العربي وصورة حمامة وشعار جامعة الدول العربية، وحاشية الطابع تشبه تخطيط الظرف البريدي، مع عبارة "يوم البريد العربي". |        | 250 دينار |              |

### إصدار الناعور
أصدر طابع واحد يحتفي بنواعير العراق:
| #  | تاريخ الإصدار      | الوصف                                                           | الصورة | القيمة      | كمية الإصدار |
| -- | ------------------ | --------------------------------------------------------------- | ------ | ----------- | ------------ |
| 34 | 3 كانون الأول 2012 | طابع ملون تظهر فيه صورة ناعور على نهر الفرات مع كلمة "الناعور". |        | 10000 دينار |              |

### إصدارات الصقور
أصدرت أربعة طوابع وبطاقة تذكارية تحمل صور صقور:
| #  | تاريخ الإصدار       | الوصف                                                                                                  | الصورة | القيمة      | كمية الإصدار |
| -- | ------------------- | --- | ------ | ----------- | ------------ |
| 35 | 19 كانون الأول 2012 | طابع ملون تظهر فيه صورة رأس سنقر وصورته طائرا مع اسمه على الطابع "الجير" وكلمة "صقور".                 |        | 250 دينار   |              |
| 36 | 19 كانون الأول 2012 | طابع ملون تظهر فيه صورة رأس طير حر وصورته طائرا مع اسمه على الطابع "الوكري" وكلمة "صقور".              |        | 500 دينار   |              |
| 37 | 19 كانون الأول 2012 | طابع ملون تظهر فيه صورة رأس صقر الغزال وصورته طائرا مع اسمه على الطابع "الحر" (وهذا خطأ) وكلمة "صقور". |        | 750 دينار   |              |
| 38 | 19 كانون الأول 2012 | طابع ملون تظهر فيه صورة رأس شاهين وصورته طائرا مع اسمه على الطابع "الشاهين" وكلمة "صقور".              |        | 1000 دينارا |              |

أما البطاقة التذكارية فقد صممها علي الشكرجي:
| # | تاريخ الإصدار       | الوصف                                            | الصورة | القيمة    | كمية الإصدار |
| - | ------------------- | ------------------------------------------------ | ------ | --------- | ------------ |
| - | 19 كانون الأول 2012 | بطاقة تذكارية ملونة تظهر فيها صورة شاهين أو صقر. |        | 500 دينار | 5000         |

### إصدارات يوم الوفاء
أصدر طابعان لمناسبة يوم الوفاء، والذي يقصد به انسحاب القوات الأمريكية أو قوات التحالف، والطابعين صممهما علي الشكرجي:
| #  | تاريخ الإصدار                              | الوصف | الصورة | القيمة     | كمية الإصدار |
| -- | ------------------------------------------ | --- | ------ | ---------- | ------------ |
| 39 | 31 كانون الأول 2012 أو 6 كانون الثاني 2013 | طابع ملون بحاشية فضية، في خلفيته علم العراق مع جزء من جدارية نصب الحرية في ساحة التحرير في بغداد مع عبارة "يوم الوفاء ذكرى انسحاب قوات التحالف".  |        | 250 دينار  | 125000       |
| 40 | 31 كانون الأول 2012 أو 6 كانون الثاني 2013 | طابع ملون بحاشية ذهبية، في خلفيته علم العراق مع جزء من جدارية نصب الحرية في ساحة التحرير في بغداد مع عبارة "يوم الوفاء ذكرى انسحاب قوات التحالف". |        | 1000 دينار | 125000       |

## إصدارات 2013
بلغ عدد إصدارات سنة 2013 سبعة إصدارات وقد ضمت 28 طابعا وأربع بطاقات.

### إصدارات المعالم العراقية
أصدرت سبعة طوابع وبطاقة تذكارية تظهر عليها صور معالم العراق التاريخية والآثرية:
| # | تاريخ الإصدار        | الوصف | الصورة | القيمة     | كمية الإصدار |
| - | -------------------- | --- | ------ | ---------- | ------------ |
| 1 | 28 كانون الثاني 2013 | طابع ملون تظهر فيه خريطة العراق مزينة بصور لمعالم تاريخية وفي الأسفل ثلاثة معالم تاريخية مع عبارة "معالم عراقية" وفي الخلفية كتابة مسمارية بدائية. |        | 250 دينارا | 30000        |
| 2 | 28 كانون الثاني 2013 | طابع ملون تظهر فيه خريطة العراق مزينة بصور لمعالم تاريخية وفي الأسفل ثلاثة معالم تاريخية مع عبارة "معالم عراقية" وفي الخلفية كتابة مسمارية بدائية. |        | 250 دينارا | 30000        |
| 3 | 28 كانون الثاني 2013 | طابع ملون تظهر فيه خريطة العراق مزينة بصور لمعالم تاريخية وفي الأسفل ثلاثة معالم تاريخية مع عبارة "معالم عراقية" وفي الخلفية كتابة مسمارية بدائية. |        | 250 دينارا | 30000        |
| 4 | 28 كانون الثاني 2013 | طابع ملون تظهر فيه خريطة العراق مزينة بصور لمعالم تاريخية وفي الأسفل ثلاثة معالم تاريخية مع عبارة "معالم عراقية" وفي الخلفية كتابة مسمارية بدائية. |        | 250 دينارا | 30000        |
| 5 | 28 كانون الثاني 2013 | طابع ملون تظهر فيه خريطة العراق مزينة بصور لمعالم تاريخية وفي اليمين ثلاثة معالم تاريخية مع عبارة "معالم عراقية" وفي الخلفية كتابة مسمارية بدائية. |        | 500 دينار  | 30000        |
| 6 | 28 كانون الثاني 2013 | طابع ملون تظهر فيه خريطة العراق مزينة بصور لمعالم تاريخية وفي اليسار ثلاثة معالم تاريخية مع عبارة "معالم عراقية" وفي الخلفية كتابة مسمارية بدائية. |        | 750 دينارا | 30000        |
| 7 | 28 كانون الثاني 2013 | طابع ملون تظهر فيه خريطة العراق مزينة بصور لمعالم تاريخية ومحاطة بسبعة معالم تاريخية مع عبارة "معالم عراقية" وفي الخلفية كتابة مسمارية بدائية.     |        | 1000 دينار | 30000        |

أما البطاقة التذكارية:
| # | تاريخ الإصدار        | الوصف | الصورة | القيمة     | كمية الإصدار |
| - | -------------------- | --- | ------ | ---------- | ------------ |
| - | 28 كانون الثاني 2013 | بطاقة تذكارية ملونة في وسطها خريطة العراق مزينة بصور لمعالم تاريخية مع عبارة "معالم عراقية" وفي الخلفية كتابة مسمارية بدائية، وحاشية البطاقة تظهر فيها ثمانية عشر معلما تاريخيا أو تراثيا بعد محافظات العراق بحيث تظهر صورة واحدة من كل محافظة ومذكور اسم المعلم. |        | 1000 دينار | 5000         |

### إصدارات بغداد عاصمة الثقافة العربية
أصدرت أربعة طوابع وبطاقة تذكارية تحمل شعار بغداد عاصمة الثقافة العربية وصورة علم من أعلام العراق:
| #  | تاريخ الإصدار | الوصف                                                                    | الصورة | القيمة     | كمية الإصدار |
| -- | ------------- | ------------------------------------------------------------------------ | ------ | ---------- | ------------ |
| 8  | 23 آذار 2013  | طابع ملون يظهر فيه شعار بغداد عاصمة الثقافة العربية وصورة محمد غني حكمت. |        | 250 دينار  | 30000        |
| 9  | 23 آذار 2013  | طابع ملون يظهر فيه شعار بغداد عاصمة الثقافة العربية وصورة بهيجة الحكيم.  |        | 500 دينارا | 30000        |
| 10 | 23 آذار 2013  | طابع ملون يظهر فيه شعار بغداد عاصمة الثقافة العربية وصورة هاشم الخطاط.   |        | 750 دينار  | 30000        |
| 11 | 23 آذار 2013  | طابع ملون يظهر فيه شعار بغداد عاصمة الثقافة العربية وصورة علي الوردي.    |        | 1000 دينار | 30000        |

أما البطاقة التذكارية:
| # | تاريخ الإصدار | الوصف | الصورة | القيمة     | كمية الإصدار |
| - | ------------- | --- | ------ | ---------- | ------------ |
| - | 23 آذار 2013  | بطاقة تذكارية ملونة يظهر فيها شعار بغداد عاصمة الثقافة العربية وصورة تخيلية لمدينة بغداد المدورة وعبارة "1250 عام من التاريخ والثقافة". |        | 1000 دينار | 5000         |

### إصدارات اليوم العالمي للاتصالات
أصدر طابعان لمناسبة اليوم العالمي للاتصالات:
| #  | تاريخ الإصدار | الوصف | الصورة | القيمة     | كمية الإصدار |
| -- | ------------- | --- | ------ | ---------- | ------------ |
| 12 | 17 أيار 2013  | طابع ملون تظهر فيه خريطة العراق عليها صحن استقبال وكرة أرضية عليها أعلام دول مختلفة مع صور أقمار صناعية وعبارة "اليوم العالمي للاتصالات". |        | 250 دينارا | 25000        |
| 13 | 17 أيار 2013  | طابع ملون تظهر فيه خريطة العراق عليها صحن استقبال وكرة أرضية عليها أعلام دول مختلفة مع صور أقمار صناعية وعبارة "اليوم العالمي للاتصالات". |        | 1000 دينار | 25000        |

### إصدارات الفراشات
أصدرت سبعة طوابع تحمل صور فراشات:
| #  | تاريخ الإصدار | الوصف                                                             | الصورة | القيمة      | كمية الإصدار |
| -- | ------------- | ----------------------------------------------------------------- | ------ | ----------- | ------------ |
| 14 | 4 أيلول 2013  | طابع ملون تظهر فيه صورة فراشة برتقالية (Anthocharis cardamines).  |        | 200 دينار   | 5000         |
| 15 | 4 أيلول 2013  | طابع ملون تظهر فيه صورة فراشة أبو دقيق البرسيم (Precis orithya).  |        | 250 دينارا  | 50000        |
| 16 | 4 أيلول 2013  | طابع ملون تظهر فيه صورة فراشة شراعية بيضاء (Ascia buniae).        |        | 500 دينار   | 125000       |
| 17 | 4 أيلول 2013  | طابع ملون تظهر فيه صورة فراشة البكورية الطبية (Colias croceus).   |        | 750 دينارا  | 125000       |
| 18 | 4 أيلول 2013  | طابع ملون تظهر فيه صورة فراشة مذناب مقون (Papilio machaon).       |        | 1000 دينار  | 125000       |
| 19 | 4 أيلول 2013  | طابع ملون تظهر فيه صورة فراشة بشورة الصيف (Vanessa atalanta).     |        | 5000 دينار  | 5000         |
| 20 | 4 أيلول 2013  | طابع ملون تظهر فيه صورة فراشة أبو دقيق النمر (Danaus chrysippus). |        | 10000 دينار | 5000         |

### إصدارات الجمال
أصدرت أربعة طوابع وبطاقتان تذكاريتان تحمل صور جمال:
| #  | تاريخ الإصدار | الوصف                                                                    | الصورة | القيمة     | كمية الإصدار |
| -- | ------------- | ------------------------------------------------------------------------ | ------ | ---------- | ------------ |
| 21 | 9 أيلول 2013  | طابع ملون تظهر فيه صورة جملين جالسين مع كلمة "الجمال".                   |        | 250 دينارا | 50000        |
| 22 | 9 أيلول 2013  | طابع ملون تظهر فيه صورة جمال واحد واقف مع كلمة "الجمال".                 |        | 500 دينار  | 50000        |
| 23 | 9 أيلول 2013  | طابع ملون تظهر فيه صورة جملين واقفين مع كلمة "الجمال".                   |        | 750 دينارا | 50000        |
| 24 | 9 أيلول 2013  | طابع ملون تظهر فيه صورة جمال واحد واقف مع جملين جالسين مع كلمة "الجمال". |        | 1000 دينار | 50000        |

أما البطاقتان التذكاريتان فهما من تصميم محمد واثق وعلي الشكرجي:
| # | تاريخ الإصدار | الوصف                                                                                           | الصورة | القيمة     | كمية الإصدار |
| - | ------------- | ----------------------------------------------------------------------------------------------- | ------ | ---------- | ------------ |
| - | 9 أيلول 2013  | بطاقة ملونة تظهر فيها أربعة من الجمال قريبة ومجموعة أخرى بعيدة في صحراء رملية مع كلمة "الجمال". |        | 1000 دينار | 2000         |
| - | 9 أيلول 2013  | بطاقة ملونة تظهر فيها جملين قريبين وجملين آخرين بعيدين في صحراء رملية مع كلمة "الجمال".         |        | 1000 دينار | 2000         |

### إصدارات أبراج الساعات في بغداد
أصدرت أربعة طوابع تحمل صور أبراج ساعات في بغداد:
| #  | تاريخ الإصدار | الوصف | الصورة | القيمة     | كمية الإصدار |
| -- | ------------- | --- | ------ | ---------- | ------------ |
| 25 | 13 أيلول 2013 | طابع ملون تظهر فيه صورة ساعة الأعظمية وصورة جامع الإمام الأعظم في بغداد مع عبارة "ساعات برجية" وعبارة "ساعة الأعظمية".           |        | 250 دينارا | 50000        |
| 26 | 13 أيلول 2013 | طابع ملون تظهر فيه صورة ساعة القشلة وصورة المدرسة الموفقية في بغداد مع عبارة "ساعات برجية" وعبارة "ساعة القشلة".                 |        | 500 دينار  | 50000        |
| 27 | 13 أيلول 2013 | طابع ملون تظهر فيه صورة برج ساعة محطة بغداد العالمية مع صورة المحطة مع عبارة "ساعات برجية" وعبارة "ساعة المحطة".                 |        | 750 دينارا | 50000        |
| 28 | 13 أيلول 2013 | طابع ملون تظهر فيه صورة برج ساعة العتبة الكاظمية مع صورة العتبة الكاظمية في بغداد مع عبارة "ساعات برجية" وعبارة "ساعة الكاظمية". |        | 1000 دينار | 50000        |

## إصدارات 2014
بلغ عدد إصدارات سنة 2014 أحد عشر إصدارا وقد ضمت 28 طابعا وبطاقتين.

### إصدارات اليوم العالمي للغة العربية
أصدر طابعان لمناسبة اليوم العالمي للغة العربية، وهما من تصميم علي الشكرجي:
| # | تاريخ الإصدار       | الوصف | الصورة | القيمة     | كمية الإصدار |
| - | ------------------- | --- | ------ | ---------- | ------------ |
| 1 | 9 كانون الثاني 2014 | طابع بخلفية زرقاء يظهر فيه حرف "ض" بخط كبير وبجانبه حروف أخرى أصغر مكتوبة بخط ديواني، مع عبارة "اليوم العالمي للغة العربية". |        | 500 دينار  | 50000        |
| 2 | 9 كانون الثاني 2014 | طابع بخلفية خضراء يظهر فيه حرف "ض" بخط كبير وبجانبه حروف أخرى أصغر مكتوبة بخط ديواني، مع عبارة "اليوم العالمي للغة العربية". |        | 1000 دينار | 50000        |

### إصدار يوم المرأة
أصدر طابع واحد لمناسبة عيد المرأة العراقي [الإنجليزية]، والطابع من تصميم واثق محمد:
| # | تاريخ الإصدار | الوصف | الصورة | القيمة     | كمية الإصدار |
| - | ------------- | --- | ------ | ---------- | ------------ |
| 3 | 2014          | طابع ملون بخلفية فيها لونين أزرق وبرتقالي، وفي الطابع تخطيط تعبيري متعدد الألوان يشير إلى رأس مرأة، مع عبارة "عيد المرأة العراقي". |        | 250 دينارا | 50000        |

### إصدارات الفواكه
أصدرت خمسة طوابع تحمل صور فواكه، والطوابع من تصميم غيث المخزومي:
| # | تاريخ الإصدار        | الوصف                             | الصورة | القيمة     | كمية الإصدار |
| - | -------------------- | --------------------------------- | ------ | ---------- | ------------ |
| 4 | 26 كانون الثاني 2014 | طابع ملون تظهر فيه صورة "المشمش". |        | 250 دينارا | 30000        |
| 5 | 26 كانون الثاني 2014 | طابع ملون تظهر فيه صورة "الرمان". |        | 500 دينار  | 30000        |
| 6 | 26 كانون الثاني 2014 | طابع ملون تظهر فيه صورة "التين".  |        | 750 دينارا | 30000        |
| 7 | 26 كانون الثاني 2014 | طابع ملون تظهر فيه صورة "العنب".  |        | 1000 دينار | 30000        |
| 8 | 26 كانون الثاني 2014 | طابع ملون تظهر فيه صورة "التفاح". |        | 1000 دينار | 30000        |

### إصدارات السيارات الملكية
أصدرت أربعة طوابع تحمل صور سيارات قديمة كانت مملوكة للعائلة المالكة في العراق، والطوابع من تصميم سعد غازي:
| #  | تاريخ الإصدار        | الوصف | الصورة | القيمة     | كمية الإصدار |
| -- | -------------------- | --- | ------ | ---------- | ------------ |
| 9  | 26 كانون الثاني 2014 | طابع ملون تظهر فيه عبارة "سيارات ملكية" مع صورة سيارة سوداء من نوع رولز رويس فانتوم 4 [الإنجليزية] والتي صنعت بين عامي 1950–1956 (في المصادر مذكور خطأ رولز رويس فانتوم 6 [الإنجليزية] والتي صنعت في فترة لاحقة)، والعدد الكلي المصنوع من هذه السيارة 18 سيارة، كانت واحدة منها مملوكة للملك فيصل الثاني، وهي موجودة في بغداد، وأخرى كانت مملوكة للأمير عبد الإله وهي معروضة في متحف السيارات الملكي في الأردن. |        | 250 دينارا | 30000        |
| 10 | 26 كانون الثاني 2014 | طابع ملون تظهر فيه عبارة "سيارات ملكية" مع صورة سيارة حمراء من نوع بنتلي س1 [الإنجليزية] والتي صنعت عام 1958، والسيارة الأصلية فضية اللون حاليا موجودة في الولايات المتحدة. |        | 500 دينار  | 30000        |
| 11 | 26 كانون الثاني 2014 | طابع ملون تظهر فيه عبارة "سيارات ملكية" مع صورة سيارة فضية من نوع مرسيدس-بنز 770 [الإنجليزية] والتي كانت مملوكة للملك فيصل الأول، واستعملها من بعده الملك غازي الأول والملك فيصل الثاني. |        | 750 دينارا | 30000        |
| 12 | 26 كانون الثاني 2014 | طابع ملون تظهر فيه عبارة "سيارات ملكية" مع صورة سيارة حمراء غامقة من نوع كاديلاك السلسلة 62 [الإنجليزية] وهي من إنتاج عقد الخمسينات. |        | 1000 دينار | 30000        |

### إصدارات منظمة الأيكاو
أصدرت ثلاثة طوابع لمناسبة الذكرى السبعين لتأسيس منظمة الطيران المدني الدولي (إيكاو - ICAO)، والطوابع من تصميم واثق محمد وضرغام الجاسم:
| #  | تاريخ الإصدار        | الوصف | الصورة | القيمة     | كمية الإصدار |
| -- | -------------------- | --- | ------ | ---------- | ------------ |
| 13 | 28 كانون الثاني 2014 | طابع ملون بخلفية سوداء تظهر فيه صورة إحدى طائرات الخطوط الجوية العراقية وبرج المراقبة في مطار بغداد الدولي وشعار منظمة الطيران المدني الدولي مع عبارة "الذكرى السبعون لتأسيس منظمة الإيكاو". |        | 500 دينار  | 50000        |
| 14 | 28 كانون الثاني 2014 | طابع ملون بخلفية زرقاء تظهر فيه صورة إحدى طائرات الخطوط الجوية العراقية وصورة مبنى مطار بغداد الدولي وشعار منظمة الطيران المدني الدولي مع عبارة "الذكرى السبعون لتأسيس منظمة الإيكاو".       |        | 1000 دينار | 50000        |
| 15 | 28 كانون الثاني 2014 | طابع ملون بخلفية زرقاء متدرجة تظهر فيه صورة إحدى طائرات الخطوط الجوية العراقية مع خريطة العالم في الخلفية وشعار منظمة الطيران المدني الدولي مع عبارة "الذكرى السبعون لتأسيس منظمة الإيكاو".  |        | 1500 دينار | 50000        |

### إصدارات العراق ينتخب
أصدرت ثلاثة طوابع لمناسبة الانتخابات التشريعية العراقية لعام 2014، والطوابع من تصميم غيث المخزومي:
| #  | تاريخ الإصدار | الوصف | الصورة | القيمة     | كمية الإصدار |
| -- | ------------- | --- | ------ | ---------- | ------------ |
| 16 | 14 أيار 2014  | طابع ملون تظهر فيه خريطة العراق منقوش عليها صورة من بوابة عشتار مع صورة مشتقة من شعار المفوضية العليا المستقلة للانتخابات في العراق وعلم العراق وعدد من المعالم الأثرية في العراق مثل ملوية سامراء والمئذنة الحدباء وأسد بابل وآثار الحضر مع عبارة "العراق ينتخب". |        | 500 دينار  | 50000        |
| 17 | 14 أيار 2014  | طابع ملون تظهر فيه خريطة العراق بلون أزرق مع صورة مشتقة من شعار المفوضية العليا المستقلة للانتخابات في العراق وعلم العراق وحمامة مع عبارة "العراق ينتخب". |        | 1000 دينار | 50000        |
| 18 | 14 أيار 2014  | طابع ملون تظهر فيه خريطة العراق بلون أخضر مع صورة مشتقة من شعار المفوضية العليا المستقلة للانتخابات في العراق وعلم العراق وحمامة مع عبارة "العراق ينتخب" وكلمة "نعم" وبجانبها شريط أزرق فيه كلمة "الانتخابات" مع علامة "✔".                                        |        | 1500 دينار | 50000        |

### إصدارات عام البيئة
أصدرت ثلاثة طوابع لمناسبة عام البيئة في العراق، والطوابع من تصميم سعد غازي:
| #  | تاريخ الإصدار | الوصف                                                         | الصورة | القيمة     | كمية الإصدار |
| -- | ------------- | ------------------------------------------------------------- | ------ | ---------- | ------------ |
| 19 | 18 أيار 2014  | طابع ملون بخلفية زرقاء يحتوي على شعار "عام البيئة في العراق". |        | 250 دينارا | 50000        |
| 20 | 18 أيار 2014  | طابع ملون بخلفية خضراء يحتوي على شعار "عام البيئة في العراق". |        | 500 دينار  | 50000        |
| 21 | 18 أيار 2014  | طابع ملون بخلفية حمراء يحتوي على شعار "عام البيئة في العراق". |        | 750 دينارا | 50000        |

### إصدارات كأس العالم في البرازيل
أصدرت أربعة طوابع وبطاقة تذكارية لمناسبة بطولة كأس العالم لكرة القدم في البرازيل عام 2014، والطوابع من تصميم غيث المخزومي:
| #  | تاريخ الإصدار  | الوصف | الصورة | القيمة     | كمية الإصدار |
| -- | -------------- | --- | ------ | ---------- | ------------ |
| 22 | 12 حزيران 2014 | طابع ملون دائري الشكل، تظهر فيه صورة كأس بطولة كأس العالم وأعلام الدول المشاركة في بطولة كأس العالم لكرة القدم في البرازيل عام 2014، مع عبارة "بطولة كأس العالم" وصورة أرض ملعب كرة قدم متموجة.                             |        | 250 دينارا | 30000        |
| 23 | 12 حزيران 2014 | طابع ملون دائري الشكل، تظهر فيه صورة كأس بطولة كأس العالم وأعلام الدول المشاركة في بطولة كأس العالم لكرة القدم في البرازيل عام 2014، مع عبارة "بطولة كأس العالم" وتخطيط تعبيري عن لاعب يركل الكرة.                          |        | 500 دينار  | 30000        |
| 24 | 12 حزيران 2014 | طابع ملون دائري الشكل، تظهر فيه صورة فوليكو تميمة البطولة وأعلام الدول المشاركة في بطولة كأس العالم لكرة القدم في البرازيل عام 2014، مع عبارة "بطولة كأس العالم" وصورة أرض ملعب كرة قدم في أسفل الطابع.                     |        | 750 دينارا | 30000        |
| 25 | 12 حزيران 2014 | طابع ملون دائري الشكل، تظهر فيه صورة كأس بطولة كأس العالم وكرة قدم في الشباب عليها بعض أعلام الدول المشاركة في بطولة كأس العالم لكرة القدم في البرازيل عام 2014، مع عبارة "بطولة كأس العالم" وصورة تعبر عن لاعبي كرة القدم. |        | 1000 دينار | 30000        |

أما البطاقة التذكارية:
| # | تاريخ الإصدار  | الوصف | الصورة | القيمة     | كمية الإصدار |
| - | -------------- | --- | ------ | ---------- | ------------ |
| - | 12 حزيران 2014 | بطاقة ملونة تظهر فيها صورة شعار بطولة كأس العالم لكرة القدم في البرازيل عام 2014 محاطا بأعلام الدول المشاركة في البطولة مع عبارة "بطولة كأس العالم". |        | 1000 دينار | 3000         |

### إصدارات العلاقات الدبلوماسية مع اليابان
أصدرت ثلاثة طوابع وبطاقة تذكارية واحدة لمناسبة الذكرى الخامسة والسبعون للعلاقات بين العراق واليابان والتي بدأت بتاريخ 10 آذار 1939، والطوابع من تصميم حسين محسن حجير وعمر سعد فائق:
| #  | تاريخ الإصدار       | الوصف | الصورة | القيمة     | كمية الإصدار |
| -- | ------------------- | --- | ------ | ---------- | ------------ |
| 26 | 1 تشرين الثاني 2014 | طابع بخلفية خضراء في علمي العراق واليابان مع رسم تعبيري وعبارة "الذكرى الخامسة والسبعون للعلاقات الدبلوماسية العراقية - اليابانية" باللغات العربية واليابانية والإنجليزية وعبارة "اليوبيل الماسي 1939-2014". |        | 250 دينار  | 30000        |
| 27 | 1 تشرين الثاني 2014 | طابع بخلفية صفراء في علمي العراق واليابان مع رسم تعبيري وعبارة "الذكرى الخامسة والسبعون للعلاقات الدبلوماسية العراقية - اليابانية" باللغات العربية واليابانية والإنجليزية وعبارة "اليوبيل الماسي 1939-2014". |        | 500 دينار  | 30000        |
| 28 | 1 تشرين الثاني 2014 | طابع بخلفية زرقاء في علمي العراق واليابان مع رسم تعبيري وعبارة "الذكرى الخامسة والسبعون للعلاقات الدبلوماسية العراقية - اليابانية" باللغات العربية واليابانية والإنجليزية وعبارة "اليوبيل الماسي 1939-2014". |        | 1000 دينار | 30000        |

أما البطاقة التذكارية:
| # | تاريخ الإصدار       | الوصف | الصورة | القيمة     | كمية الإصدار |
| - | ------------------- | --- | ------ | ---------- | ------------ |
| - | 1 تشرين الثاني 2014 | بطاقة تذكارية ملونة بخلفية صفراء فاقعة، تظهر فيها عبارة "الذكرى الخامسة والسبعون للعلاقات الدبلوماسية العراقية - اليابانية" باللغات العربية واليابانية والإنجليزية وعبارة "اليوبيل الماسي 1939-2014"، مع ثلاثة مستطيلات تشبه الطوابع الثلاثة، تحتوي المستطيلات رسما تعبيريا وعلمي العراق واليابان وعبارة "اليوبيل الماسي 1939-2014" والمستطيلات الثلاثة بألوان أزرق وأصفر وأخضر. |        | 1000 دينار | 3000         |

## إصدارات 2015
بلغ عدد إصدارات سنة 2015 ثمانية إصدارات وقد ضمت 27 طابعا وبطاقتين.

### إصدارات عيد الجيش
أصدرت أربعة طوابع بمناسبة عيد الجيش في العراق، وهي من تصميم سعد غازي:
| # | تاريخ الإصدار        | الوصف | الصورة | القيمة     | كمية الإصدار |
| - | -------------------- | --- | ------ | ---------- | ------------ |
| 1 | 14 كانون الثاني 2015 | طابع ملون تظهر فيه صورة سفينة حربية وشعار وزارة الدفاع العراقية، ويمتاز الطابع بأن الشريطين العلوي والسفلي بلون رصاصي.               |        | 250 دينارا | 30000        |
| 2 | 14 كانون الثاني 2015 | طابع ملون تظهر فيه صورة دبابتين وشعار وزارة الدفاع العراقية، ويمتاز الطابع بأن الشريطين العلوي والسفلي بلون أصفر.                    |        | 500 دينار  | 30000        |
| 3 | 14 كانون الثاني 2015 | طابع ملون تظهر فيه صورة جنود واقفين يحملون بنادقهم وشعار وزارة الدفاع العراقية، ويمتاز الطابع بأن الشريطين العلوي والسفلي بلون أخضر. |        | 750 دينارا | 30000        |
| 4 | 14 كانون الثاني 2015 | طابع ملون تظهر فيه صورة طائرة حربية وشعار وزارة الدفاع العراقية، ويمتاز الطابع بأن الشريطين العلوي والسفلي بلون أزرق.                |        | 1000 دينار | 30000        |

### إصدارات الطيور
أصدرت خمسة طوابع وبطاقة تذكارية تحمل صور طيور، وهي من تصميم سعد غازي:
| # | تاريخ الإصدار        | الوصف                                                         | الصورة | القيمة     | كمية الإصدار |
| - | -------------------- | ------------------------------------------------------------- | ------ | ---------- | ------------ |
| 5 | 21 كانون الثاني 2015 | طابع ملون تظهر فيه صورة عصفور الشجر (Passer montanu).         |        | 250 دينارا | 30000        |
| 6 | 21 كانون الثاني 2015 | طابع ملون تظهر فيه صورة وروار أزرق الخد (Merops persicus).    |        | 500 دينار  | 30000        |
| 7 | 21 كانون الثاني 2015 | طابع ملون تظهر فيه صورة أبو الحناء (Erithacus rubecula).      |        | 750 دينارا | 30000        |
| 8 | 21 كانون الثاني 2015 | طابع ملون تظهر فيه صورة صياد السمك (الرفراف) (Alcedo atthis). |        | 1000 دينار | 30000        |
| 9 | 21 كانون الثاني 2015 | طابع ملون تظهر فيه صورة الحسون الذهبي (Carduelis carduelis).  |        | 1000 دينار | 30000        |

أما البطاقة التذكارية:
| # | تاريخ الإصدار        | الوصف | الصورة | القيمة     | كمية الإصدار |
| - | -------------------- | --- | ------ | ---------- | ------------ |
| - | 21 كانون الثاني 2015 | بطاقة تذكارية ملونة تظهر فيها الطيور الخمسة الموجودة في الطوابع الخمسة وهي عصفور الشجر والوروار أزرق الخد وأبو الحناء وصياد السمك (الرفراف) والحسون الذهبي مع عبارة "الطيور العراقية". |        | 1500 دينار | 3000         |

### إصدارات الحرف الشعبية
أصدرت أربعة طوابع تحتفي بحرف شعبية، وهي من تصميم سعد غازي:
| #  | تاريخ الإصدار        | الوصف                                                                                           | الصورة | القيمة     | كمية الإصدار |
| -- | -------------------- | ----------------------------------------------------------------------------------------------- | ------ | ---------- | ------------ |
| 10 | 25 كانون الثاني 2015 | طابع ملون بإطار أصفر تظهر فيه صورة صانع الفخار مع عبارة "حرف شعبية".                            |        | 250 دينارا | 30000        |
| 11 | 25 كانون الثاني 2015 | طابع ملون بإطار أزرق تظهر فيه صورة صانع النحاس أو الصفار مع عبارة "حرف شعبية".                  |        | 500 دينار  | 30000        |
| 12 | 25 كانون الثاني 2015 | طابع ملون بإطار بنفسجي تظهر فيه صورة بزاز أو بائع قماش مع عبارة "حرف شعبية".                    |        | 750 دينارا | 30000        |
| 13 | 25 كانون الثاني 2015 | طابع ملون بإطار أخضر تظهر فيه صورة شحاذ السكاكين [الإنجليزية] أو "الچراخ" مع عبارة "حرف شعبية". |        | 1000 دينار | 30000        |

### إصدارات الأهوار
أصدر طابعان يعنيان بأهوار جنوب العراق، وهما من تصميم سعد غازي:
| #  | تاريخ الإصدار | الوصف | الصورة | القيمة     | كمية الإصدار |
| -- | ------------- | --- | ------ | ---------- | ------------ |
| 14 | 8 شباط 2015   | طابع بإطار أزرق يظهر فيه مشهد من أهوار العراق وفيه بيوت قصب وطفل يركب مشحوفا مع عبارة "أهوار جنوب العراق". |        | 250 دينارا | 30000        |
| 15 | 8 شباط 2015   | طابع بإطار أرجواني يظهر فيه مشهد من أهوار العراق وفيه بيت قصب وجواميس مع عبارة "أهوار جنوب العراق".        |        | 500 دينار  | 30000        |

### إصدارات أرض الأنبياء
أصدرت أربعة طوابع تحمل صور مراقد منسوبة لأنبياء في العراق، وهي من تصميم ضرغام الجاسم:
| #  | تاريخ الإصدار | الوصف | الصورة | القيمة     | كمية الإصدار |
| -- | ------------- | --- | ------ | ---------- | ------------ |
| 16 | 9 شباط 2015   | طابع بخلفية برتقالية تظهر فيه صورة جامع النبي يونس في الموصل مع عبارة "أرض الأنبياء" واسم النبي "يونس (ع)".       |        | 250 دينارا | 30000        |
| 17 | 9 شباط 2015   | طابع بخلفية زرقاء تظهر فيه صورة قبر حزقيال (ذو الكفل) في الكفل مع عبارة "أرض الأنبياء" واسم النبي "ذو الكفل (ع)". |        | 500 دينار  | 30000        |
| 18 | 9 شباط 2015   | طابع بخلفية بنفسجية تظهر فيه صورة جامع النبي شيت في الموصل مع عبارة "أرض الأنبياء" واسم النبي " شيت (ع)".         |        | 750 دينارا | 30000        |
| 19 | 9 شباط 2015   | طابع بخلفية صفراء تظهر فيه صورة مرقد النبي أيوب قرب مدينة الحلة مع عبارة "أرض الأنبياء" واسم النبي "أيوب(ع)".     |        | 1000 دينار | 30000        |

### إصدارات اليوم العراقي لذوي الإعاقة وذوي الاحتياجات الخاصة
أصدرت ثلاثة طوابع لمناسبة اليوم العراقي لذوي الإعاقة وذوي الاحتياجات الخاصة، والطوابع من تصميم واثق محمد:
| #  | تاريخ الإصدار | الوصف | الصورة | القيمة     | كمية الإصدار |
| -- | ------------- | --- | ------ | ---------- | ------------ |
| 20 | 17 أيلول 2015 | طابع ملون بخلفية صفراء ودائرة خضراء تظهر فيها بعض الرسوم التعبيرية عن الإعاقة مع عبارة "اليوم العراقي لذوي الإعاقة وذوي الاحتياجات الخاصة".                  |        | 500 دينار  | 30000        |
| 21 | 17 أيلول 2015 | طابع ملون بخلفية بنفسجية تظهر فيها بعض الرسوم التعبيرية عن الإعاقة مع عبارة "اليوم العراقي لذوي الإعاقة وذوي الاحتياجات الخاصة".                             |        | 750 دينارا | 30000        |
| 22 | 17 أيلول 2015 | طابع ملون بخلفية صفراء تظهر فيها بعض الرسوم التعبيرية عن الإعاقة وصورة علم العراق على شكل مظلة مع عبارة "اليوم العراقي لذوي الإعاقة وذوي الاحتياجات الخاصة". |        | 1000 دينار | 30000        |

### إصدارات حرب العراق ضد داعش
أصدرت ثلاثة طوابع توثق بعض المعارك ضد تنظيم داعش، والطوابع من تصميم غيث المخزومي:
| #  | تاريخ الإصدار       | الوصف                                                                                          | الصورة | القيمة     | كمية الإصدار |
| -- | ------------------- | ---------------------------------------------------------------------------------------------- | ------ | ---------- | ------------ |
| 23 | 26 تشرين الأول 2015 | طابع ملون تظهر فيها صورة قبضة يد ودبابة وطائرة حربية وعلم العراق، مع عبارة "آمرلي تنتصر".      |        | 500 دينار  | 30000        |
| 24 | 26 تشرين الأول 2015 | طابع ملون تظهر فيه صور دبابات وطائرات مروحية عسكرية وصورة مصفى نفط، مع عبارة "صمود مصفى بيجي". |        | 750 دينارا | 30000        |
| 25 | 26 تشرين الأول 2015 | طابع ملون تظهر فيه صورة جنديين ودبابة ونخيل، مع عبارة "جرف الصخر".                             |        | 1000 دينار | 30000        |

### إصدارات جريمة تدمير آثار العراق
أصدر طابعان وبطاقة تذكارية واحدة لتوثيق جريمة تدمير آثار العراق، وهي من تصميم سعد غازي:
| #  | تاريخ الإصدار        | الوصف | الصورة | القيمة     | كمية الإصدار |
| -- | -------------------- | --- | ------ | ---------- | ------------ |
| 26 | 23 تشرين الثاني 2015 | طابع ملون بإطار بني تظهر فيه صورة وجه تمثال من آثار بلاد الرافدين، مع عبارة "جريمة تدمير آثار العراق".                                             |        | 500 دينار  | 30000        |
| 27 | 23 تشرين الثاني 2015 | طابع ملون بإطار بني تظهر فيه صورة نقش لشخصين من آثار بلاد الرافدين، مع عبارة "جريمة تدمير آثار العراق" والتي يظهر تحتها لون أحمر يشير إلى دم نازف. |        | 1000 دينار | 30000        |

أما البطاقة التذكارية:
| # | تاريخ الإصدار        | الوصف | الصورة | القيمة     | كمية الإصدار |
| - | -------------------- | --- | ------ | ---------- | ------------ |
| - | 23 تشرين الثاني 2015 | بطاقة تذكارية ملونة بإطار بني تظهر فيه صورة مطرقة، وفي الوسط جزء قابل للاقتطاع تظهر فيه صورة وجه تمثال من آثار بلاد الرافدين، مع عبارة "جريمة تدمير آثار العراق". |        | 1500 دينار | 3000         |

## إصدارات 2016
بلغ عدد إصدارات سنة 2016 أربعة عشر إصدارا وقد ضمت 36 طابعا وثلاث بطاقات.

### إصدارات الحيوانات الأليفة
أصدرت أربعة طوابع وبطاقة تذكارية واحدة تصور حيوانات أليفة:
| # | تاريخ الإصدار | الوصف                                            | الصورة | القيمة     | كمية الإصدار |
| - | ------------- | ------------------------------------------------ | ------ | ---------- | ------------ |
| 1 | 22 آذار 2016  | طابع ملون تظهر فيه صورة أرنبين.                  |        | 250 دينارا | 30000        |
| 2 | 22 آذار 2016  | طابع ملون تظهر فيه صورة حمامتين.                 |        | 500 دينار  | 30000        |
| 3 | 22 آذار 2016  | طابع ملون تظهر فيه صورة كلب وقطة.                |        | 750 دينارا | 30000        |
| 4 | 22 آذار 2016  | طابع ملون تظهر فيه صورة ديك ودجاجة وثلاث كتاكيت. |        | 1000 دينار | 30000        |

أما البطاقة التذكارية:
| # | تاريخ الإصدار | الوصف | الصورة | القيمة     | كمية الإصدار |
| - | ------------- | --- | ------ | ---------- | ------------ |
| - | 22 آذار 2016  | بطاقة تذكارية ملونة فيها أربع قطع قابلة للاقتطاع تشبه صور الطوابع الأربعة، حيث تظهر فيها صور أرنبين وحمامتين وكلب وقطة وديك ودجاجة وثلاث كتاكيت بالإضافة إلى أربع بطات عند بركة ماء. |        | 1500 دينار | 30000        |

### إصدار اليونسكو
أصدر طابع واحد لمناسبة الذكرى السبعين لتأسيس منظمة اليونسكو:
| # | تاريخ الإصدار | الوصف | الصورة | القيمة      | كمية الإصدار |
| - | ------------- | --- | ------ | ----------- | ------------ |
| 5 | 3 نيسان 2016  | طابع ملون تظهر فيها صورة تخيلية لعالم مسلم (الحسن بن الهيثم) مع صورة لكتاب قديم يظهر فيها رقم "70" وشعار اليونسكو مع عبارة السنة الدولية للضوء. |        | 10000 دينار | 200000       |

### إصدار ألعاب الأطفال
أصدرت أربعة طوابع تصور ألعابا شعبية للأطفال:
| # | تاريخ الإصدار | الوصف | الصورة | القيمة     | كمية الإصدار |
| - | ------------- | --- | ------ | ---------- | ------------ |
| 6 | 14 نيسان 2016 | طابع ملون بإطار أصفر تظهر فيه صورة طفلتين تلعبان التوكي (أو الحجلة)، مع عبارة "ألعاب شعبية". |        | 250 دينارا | 30000        |
| 7 | 14 نيسان 2016 | طابع ملون بإطار أزرق تظهر فيه صورة طفلين يلعبان بالدعابل أو الكلل، مع عبارة "ألعاب شعبية". |        | 500 دينار  | 30000        |
| 8 | 14 نيسان 2016 | طابع ملون بإطار أحمر تظهر فيه صورة طفلين يلعبان جلكة (وهي لعبة شعبية شبيهة بألعاب في دول أخرى مثل لعبة السيجة وتسع ثقوب [الإنجليزية] ولعبة أتشي [الإنجليزية] وتانت فانت [الإنجليزية] وشيسيما [الإنجليزية] وبيكاريا [الإنجليزية] وثلاثة رجال موريس [الإنجليزية])، مع عبارة "ألعاب شعبية". |        | 750 دينارا | 30000        |
| 9 | 14 نيسان 2016 | طابع ملون بإطار أخضر تظهر فيه صورة طفلتين تلعبان نط الحبل، مع عبارة "ألعاب شعبية". |        | 1000 دينار | 30000        |

### إصدارات المعماريين
أصدر طابعان يظهران صورتي معماريين عراقيين:
| #  | تاريخ الإصدار  | الوصف                                                                             | الصورة | القيمة     | كمية الإصدار |
| -- | -------------- | --------------------------------------------------------------------------------- | ------ | ---------- | ------------ |
| 10 | 26 حزيران 2016 | طابع ملون تظهر فيه صورة زها حديد وفي الخلفية تخطيط وصور لبعض تصميماتها.           |        | 750 دينارا |              |
| 11 | 26 حزيران 2016 | طابع ملون تظهر فيه صورة المعمار محمد مكية وفي الخلفية صورة جامع الخلفاء في بغداد. |        | 1000 دينار |              |

### إصدارات الزهور
أصدرت خمسة طوابع تظهر صور زهور:
| #  | تاريخ الإصدار | الوصف                                              | الصورة | القيمة     | كمية الإصدار |
| -- | ------------- | -------------------------------------------------- | ------ | ---------- | ------------ |
| 12 | 13 تموز 2016  | طابع ملون تظهر فيه صورة لوحة زهور ملونة في مزهرية. |        | 250 دينارا |              |
| 13 | 13 تموز 2016  | طابع ملون تظهر فيه صورة لوحة زهور ملونة في مزهرية. |        | 500 دينار  |              |
| 14 | 13 تموز 2016  | طابع ملون تظهر فيه صورة لوحة زهور ملونة في مزهرية. |        | 750 دينارا |              |
| 15 | 13 تموز 2016  | طابع ملون تظهر فيه صورة لوحة زهور ملونة في مزهرية. |        | 1000 دينار |              |
| 16 | 13 تموز 2016  | طابع ملون تظهر فيه صورة لوحة زهور ملونة في مزهرية. |        | 1500 دينار |              |

### إصدارات يوم البريد العربي
أصدر طابعان ضمن إصدار عربي مشترك لمناسبة يوم البريد العربي، والطابعان صدرا على شكل زوج من طابعين متجاورين:
| #  | تاريخ الإصدار | الوصف | الصورة | القيمة     | كمية الإصدار |
| -- | ------------- | --- | ------ | ---------- | ------------ |
| 17 | 5 أيلول 2016  | طابع بنصف خلفية خضراء تظهر فيه صورة الكرة الأرضية محاطة بظروف بريدية مع شعار جامعة الدول العربية وعبارة "يوم البريد العربي". |        | 500 دينار  |              |
| 18 | 5 أيلول 2016  | طابع بنصف خلفية زرقاء تظهر فيه صورة الكرة الأرضية محاطة بظروف بريدية مع شعار جامعة الدول العربية وعبارة "يوم البريد العربي". |        | 1000 دينار |              |

### إصدارات الجمعيات والنقابات الطبية
أصدرت أربعة طوابع على شكل طوابع متجاورة تحمل شعارات جمعيات ونقابات طبية:
| #  | تاريخ الإصدار | الوصف | الصورة | القيمة     | كمية الإصدار |
| -- | ------------- | --- | ------ | ---------- | ------------ |
| 19 | 21 أيلول 2016 | طابع بخلفية صفراء تظهر فيه عبارة "نقابة صيادلة العراق" مع شعار النقابة وتاريخ "1967-2016" وصورة منقولة من نسخة عربية لكتاب المقالات الخمس لديسقوريدوس.                                                  |        | 250 دينارا | 15000        |
| 20 | 21 أيلول 2016 | طابع بخلفية بنفسجية تظهر فيه عبارة "نقابة أطباء العراق" مع شعار النقابة وتاريخ "1952-2016" وصورة تظهر صورة لعالم مسلم استخدمت الصورة أيضا على غلاف كتاب عن ابن سينا.                                    |        | 250 دينارا | 15000        |
| 21 | 21 أيلول 2016 | طابع بخلفية خضراء تظهر فيه عبارة "جمعية الهلال الأحمر العراقي" مع شعارها وتاريخ "1932-2016" وصورة لاستشارة طبية ظهرت في نسخة لكتاب كليلة ودمنة محفوظة في دار الكتب والوثائق القومية في القاهرة.         |        | 500 دينار  | 15000        |
| 22 | 21 أيلول 2016 | طابع ملون بخلفية زرقاء تظهر فيه عبارة "جمعية مكافحة التدرن والأمراض الصدرية في العراق" مغ شعارها وتاريخ "1944-2016" مع صورة منقولة من مخطوط لكتاب حديث بياض ورياض والذي يعود للقرن الثالث عشر الميلادي. |        | 500 دينار  | 15000        |

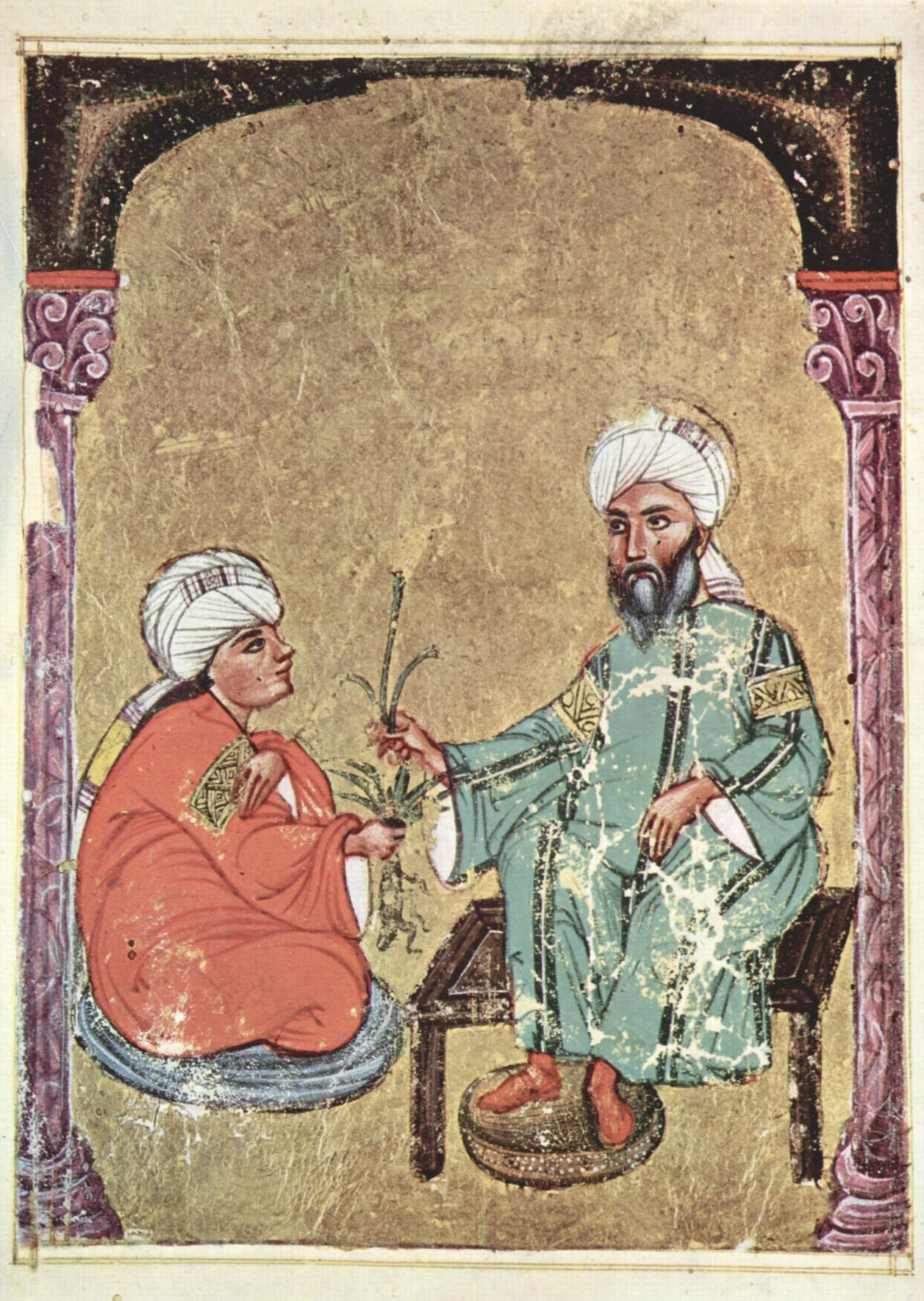
صورة من نسخة عربية لكتاب المقالات الخمس لديسقوريدوس تعود للعام 1229 وهي محفوظة في متحف قصر طوب قابي في إسطنبول.
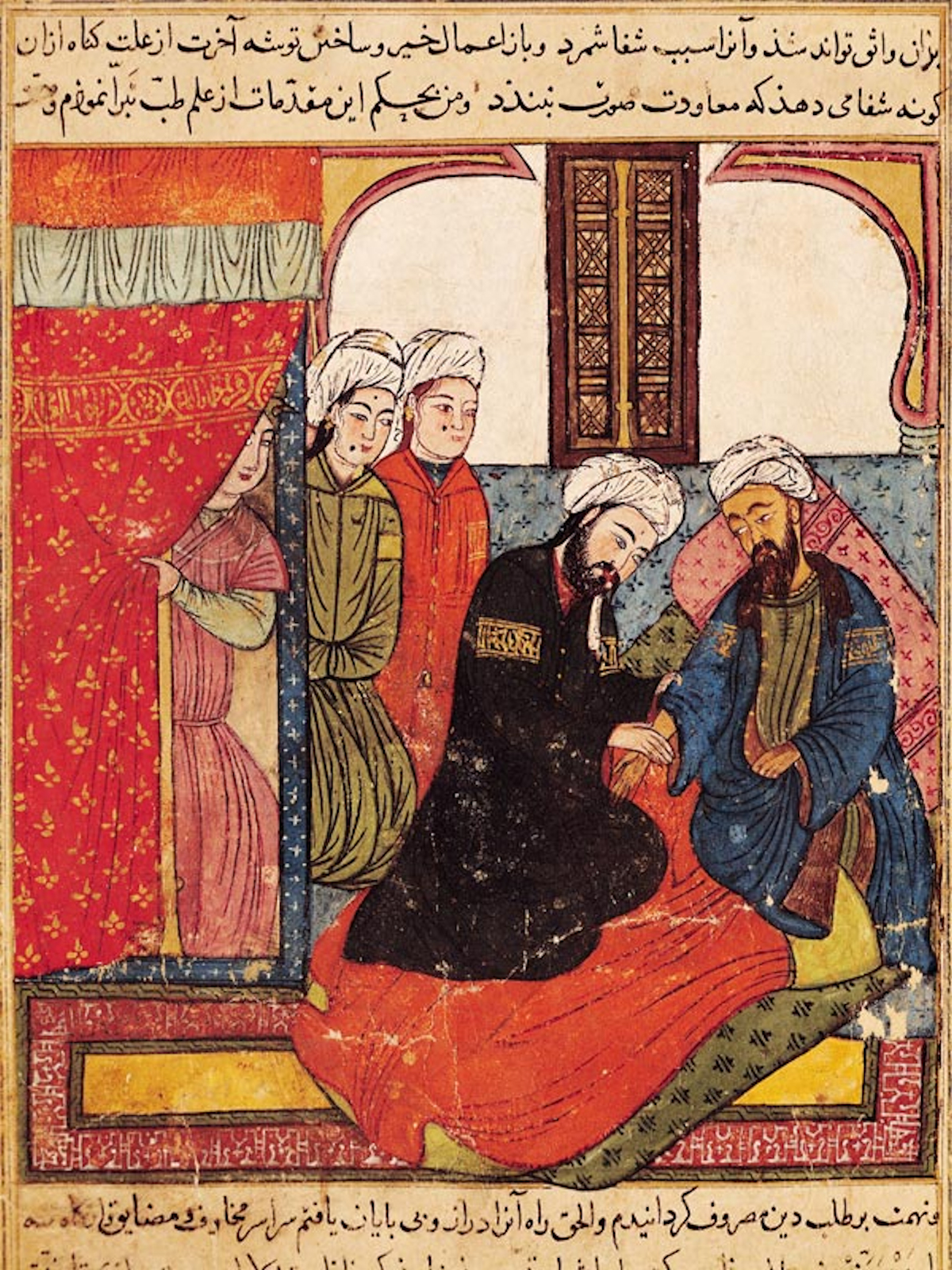
صورة لاستشارة طبية ظهرت في نسخة لكتاب كليلة ودمنة محفوظة في دار الكتب والوثائق القومية في القاهرة تعود للعام 1343.
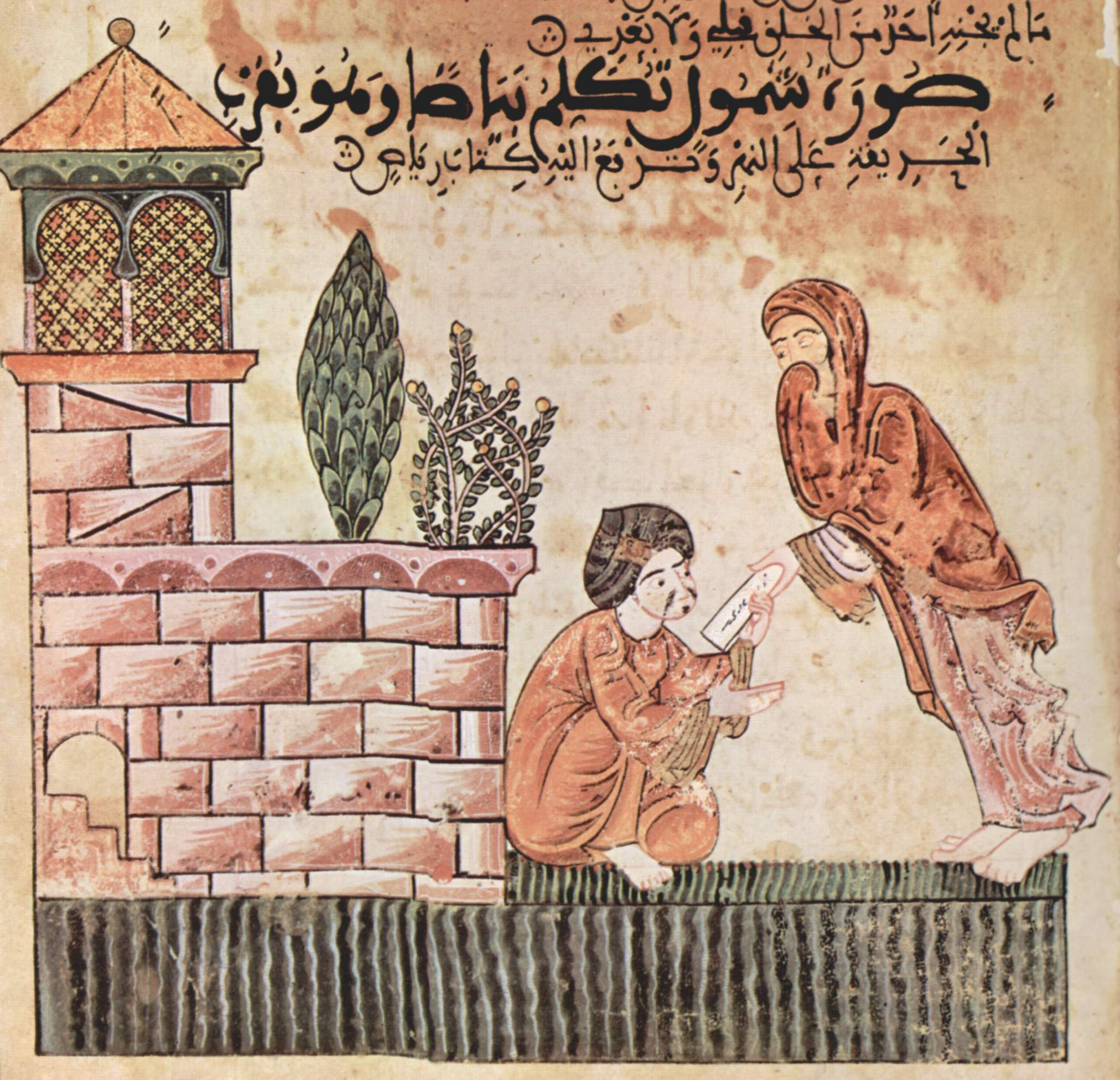
صورة من مخطوط لكتاب حديث بياض ورياض والذي يعود للقرن الثالث عشر الميلادي محفوظ في الفاتيكان.

### إصدار تحرير الأنبار
أصدر طابع واحد لمناسبة تحرير محافظة الأنبار من تنظيم داعش:
| #  | تاريخ الإصدار      | الوصف | الصورة | القيمة     | كمية الإصدار |
| -- | ------------------ | --- | ------ | ---------- | ------------ |
| 23 | 5 تشرين الأول 2016 | طابع ملون تظهر فيه صورة جنود يحتفلون بالنصر مع صورة دبابة وطائرة مروحية عسكرية وعلم العراق مع عبارة "الأنبار تحررت بسواعد الأبطال". |        | 1000 دينار |              |

### إصدارات الألعاب الأولمبية في ريو دي جانيرو
أصدرت ثمانية طوابع ظهرت على شكل صفحة طوابع [الإنجليزية] متصلة ومتجاورة (لوحة كاملة (بالإنجليزية: Full pane)‏) لمناسبة دورة الألعاب الأولمبية الصيفية في ريو دي جانيرو عام 2016، وقد كتب على حاشية ورقة الطوابع عبارة "دورة الألعاب الأولمبية الصيفية 2016" مع شعار البطولة، وكانت حاشية ورقة الطوابع بلون ازرق سمائي منقوش:
| #  | تاريخ الإصدار       | الوصف | الصورة | القيمة     | كمية الإصدار |
| -- | ------------------- | --- | ------ | ---------- | ------------ |
| 24 | 23 تشرين الأول 2016 | طابع ملون تظهر فيه صورة رياضي في رياضة سباق حواجز، مع عبارة "دورة الألعاب الأولمبية الصيفية ريو 2016" وشعار الدورة"، وهذا الطابع الأول من اليمين في الصف العلوي.                                                                                    |        | 250 دينار  | 15000        |
| 25 | 23 تشرين الأول 2016 | طابع ملون تظهر فيه صورة رياضيين اثنين في رياضة كرة القدم يحاولان ضرب الكرة بالرأس، أحدهما يرتدي ملابس خضراء والآخر يرتدي ملابس بيضاء، مع عبارة "دورة الألعاب الأولمبية الصيفية ريو 2016" وشعار الدورة"، وهذا الطابع الأول من اليمين في الصف السفلي. |        | 250 دينارا | 15000        |
| 26 | 23 تشرين الأول 2016 | طابع ملون تظهر فيه صورة رياضي في رياضة الوثب العالي، مع عبارة "دورة الألعاب الأولمبية الصيفية ريو 2016" وشعار الدورة"، وهذا الطابع الثاني من اليمين في الصف العلوي.                                                                                 |        | 500 دينار  | 15000        |
| 27 | 23 تشرين الأول 2016 | طابع ملون تظهر فيه صورة رياضيين اثنين في رياضة كرة اليد، أحدهما يرتدي ملابس زرقاء والآخر يرتدي ملابس بيضاء، مع عبارة "دورة الألعاب الأولمبية الصيفية ريو 2016" وشعار الدورة"، وهذا الطابع الأول من اليمين في الصف السفلي.                           |        | 500 دينار  | 15000        |
| 28 | 23 تشرين الأول 2016 | طابع ملون تظهر فيه صورة رياضي مع حصان في رياضة الفروسية، مع عبارة "دورة الألعاب الأولمبية الصيفية ريو 2016" وشعار الدورة"، وهذا الطابع الثالث من اليمين في الصف العلوي.                                                                             |        | 750 دينارا | 15000        |
| 29 | 23 تشرين الأول 2016 | طابع ملون تظهر فيه صورة رياضي في رياضة رمي الرمح، مع عبارة "دورة الألعاب الأولمبية الصيفية ريو 2016" وشعار الدورة"، وهذا الطابع الثالث من اليمين في الصف السفلي.                                                                                    |        | 750 دينارا | 15000        |
| 30 | 23 تشرين الأول 2016 | طابع ملون تظهر فيه صورة رياضيين اثنين في رياضة الملاكمة، مع عبارة "دورة الألعاب الأولمبية الصيفية ريو 2016" وشعار الدورة"، وهذا الطابع الأول من اليسار في الصف العلوي.                                                                              |        | 1000 دينار | 15000        |
| 31 | 23 تشرين الأول 2016 | طابع ملون تظهر فيه صورة رياضيين اثنين في رياضة المبارزة، مع عبارة "دورة الألعاب الأولمبية الصيفية ريو 2016" وشعار الدورة"، وهذا الطابع الأول من اليسار في الصف السفلي.                                                                              |        | 1000 دينار | 15000        |

وكذلك أصدرت بطاقة تذكارية:
| # | تاريخ الإصدار       | الوصف | الصورة | القيمة     | كمية الإصدار |
| - | ------------------- | --- | ------ | ---------- | ------------ |
| - | 23 تشرين الأول 2016 | بطاقة تذكارية ملونة بمحيط رمادي اللون تظهر فيه عبارة "دورة الألعاب الأولمبية الصيفية ريو 2016" وشعار الدورة" وقيمة البطاقة، وفي الوسط أربع قطع قابلية للاقتطاع بسبب التخريم وبدون قيمة، تظهر في كل منها عبارة "دورة الألعاب الأولمبية الصيفية ريو 2016" وشعار الدورة"، وتختلف القطع الأربعة في صور الرياضات، فالقطعة العليا من اليمين فيها صورة رياضي في رياضة حصان المقابض، أما الثانية العليا من اليسار ففيها صورة رياضي في رياضة الوثب بالزانة، أما السفلى من اليمين فتظهر فيها صورة رياضي في رياضة الوثب الطويل، أما الاخيرة السفلى من اليسار فتظهر صورة لاعبين اثنين في رياضة كرة السلة. |        | 1000 دينار | 3000         |

### إصدار أحمد الوائلي
أصدر طابع واحد يحتفي بالشيخ أحمد الوائلي:
| #  | تاريخ الإصدار        | الوصف                                                                                   | الصورة | القيمة     | كمية الإصدار |
| -- | -------------------- | --------------------------------------------------------------------------------------- | ------ | ---------- | ------------ |
| 32 | 13 تشرين الثاني 2016 | طابع ملون تظهر فيه صورة أحمد الوائلي مع عبارة "عميد المبنر الحسيني الشيخ أحمد الوائلي". |        | 1000 دينار |              |

### إصدارات إدراج أهوار جنوب العراق وآثاره ضمن مواقع التراث العالمي
أصدرت أربعة طوابع وبطاقة تذكارية لمناسبة إدراج أهوار جنوب العراق وآثاره ضمن مواقع التراث العالمي:
| #  | تاريخ الإصدار      | الوصف | الصورة | القيمة     | كمية الإصدار |
| -- | ------------------ | --- | ------ | ---------- | ------------ |
| 33 | 1 كانون الأول 2016 | طابع يألوان أخضر وأسود وأبيض، يظهر فيه شعار منظمة مواقع التراث العالمي وشعار منظمة الأمم المتحدة للتربية والعلم والثقافة (يونسكو)، تظهر في الطابع صورة كلكامش يمسك أسدا ونجمة ثمانية مع كلمة "أوروك" وتاريخ "5000-240 ق.م." وعبارة "إدراج أهوار جنوب العراق وآثاره ضمن مواقع التراث العالمي".                                                              |        | 250 دينارا |              |
| 34 | 1 كانون الأول 2016 | طابع يألوان بني وأسود وأبيض، يظهر فيه شعار منظمة مواقع التراث العالمي وشعار منظمة الأمم المتحدة للتربية والعلم والثقافة (يونسكو)، تظهر في الطابع صورة تمثال أسد ورسم أثري لجرة تفيض بالماء مع كلمة "إريدو" وتاريخ "5000-600 ق.م." وعبارة "إدراج أهوار جنوب العراق وآثاره ضمن مواقع التراث العالمي".                                                        |        | 500 دينار  |              |
| 35 | 1 كانون الأول 2016 | طابع يألوان بني وأسود وأبيض، يظهر فيه شعار منظمة مواقع التراث العالمي وشعار منظمة الأمم المتحدة للتربية والعلم والثقافة (يونسكو)، تظهر في الطابع صورة زقورة أور وصورة هلال ونجمة ظهرت في نقوش سومرية، مع كلمة "أور" وتاريخ "3500-300 ق.م." وعبارة "إدراج أهوار جنوب العراق وآثاره ضمن مواقع التراث العالمي".                                               |        | 750 دينارا |              |
| 36 | 1 كانون الأول 2016 | طابع يألوان أزرق داكن وأسود وأبيض، يظهر فيه شعار منظمة مواقع التراث العالمي وشعار منظمة الأمم المتحدة للتربية والعلم والثقافة (يونسكو)، تظهر في الطابع صورة رجال يركبون مشحوفين في الأهوار مع قصب يحيط بالهور، مع صورة لخريطة جنوب العراق تظهر فيها الأهوار، مع كلمة "أهوار جنوب العراق" وعبارة "إدراج أهوار جنوب العراق وآثاره ضمن مواقع التراث العالمي". |        | 1000 دينار |              |

أما البطاقة التذكارية:
| # | تاريخ الإصدار      | الوصف | الصورة | القيمة     | كمية الإصدار |
| - | ------------------ | --- | ------ | ---------- | ------------ |
| - | 1 كانون الأول 2016 | بطاقة تذكارية ملونة تظهر في الخلفية صورة لوح عليه كتابة مسمارية مع الصور الأربعة التي ظهرت على الطوابع الأربعة، حيث تظهر صورة كلكامش يمسك أسدا مع كلمة "أوروك" وتاريخ "5000-240 ق.م."، وكذلك صورة تمثال أسد ورسم أثري لجرة تفيض بالماء مع كلمة "إريدو" وتاريخ "5000-600 ق.م.، وكذلك صورة زقورة أور وصورة هلال ونجمة ظهرت في نقوش سومرية، مع كلمة "أور" وتاريخ "3500-300 ق.م."، وفي الأسفل عبارة "إدراج أهوار جنوب العراق وآثاره ضمن مواقع التراث العالمي". |        | 1000 دينار |              |

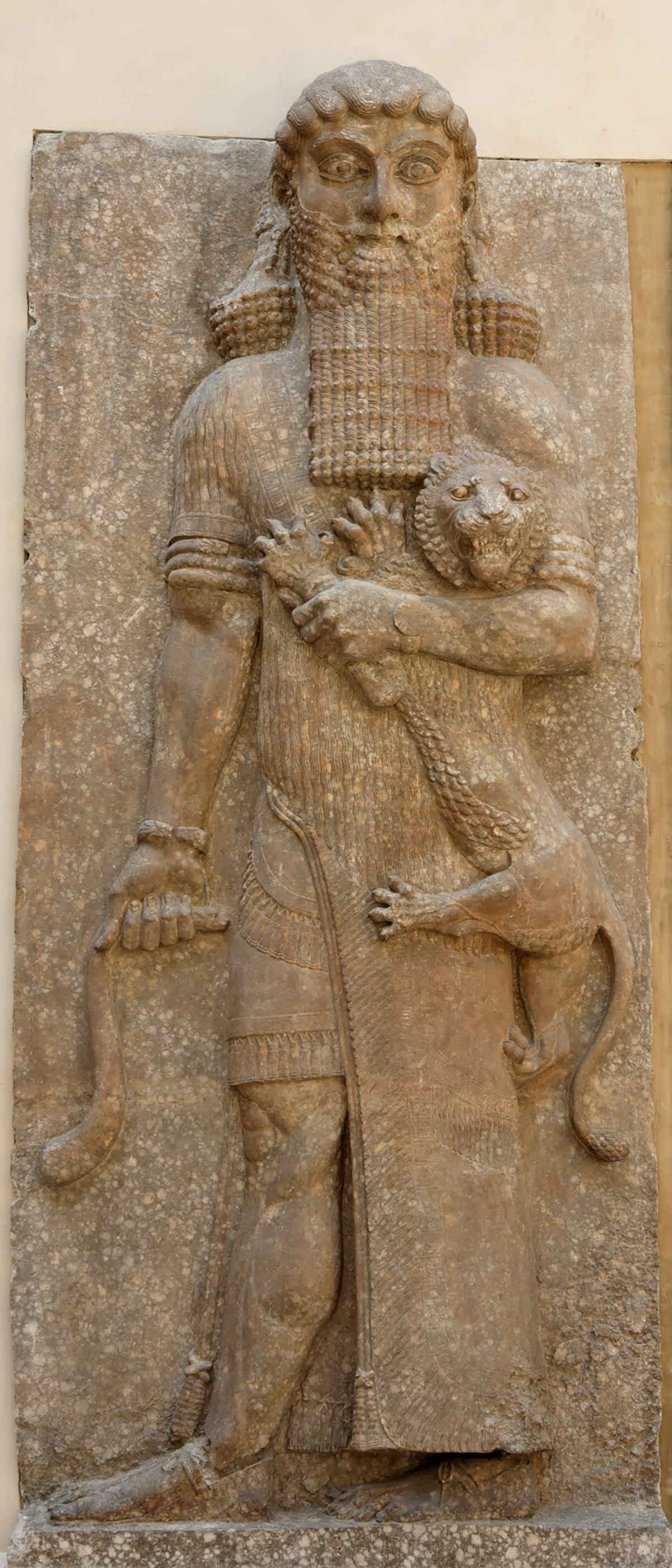
تمثيل محتمل لجلجامش كسيّد للحيوانات، ممسكًا بأسد في ذراعه اليسرى وثعبان في يده اليمنى، في نحت آشوري (713-706 قبل الميلاد)، في دور شروكين، يُحتَفظ به الآن في متحف اللوفر
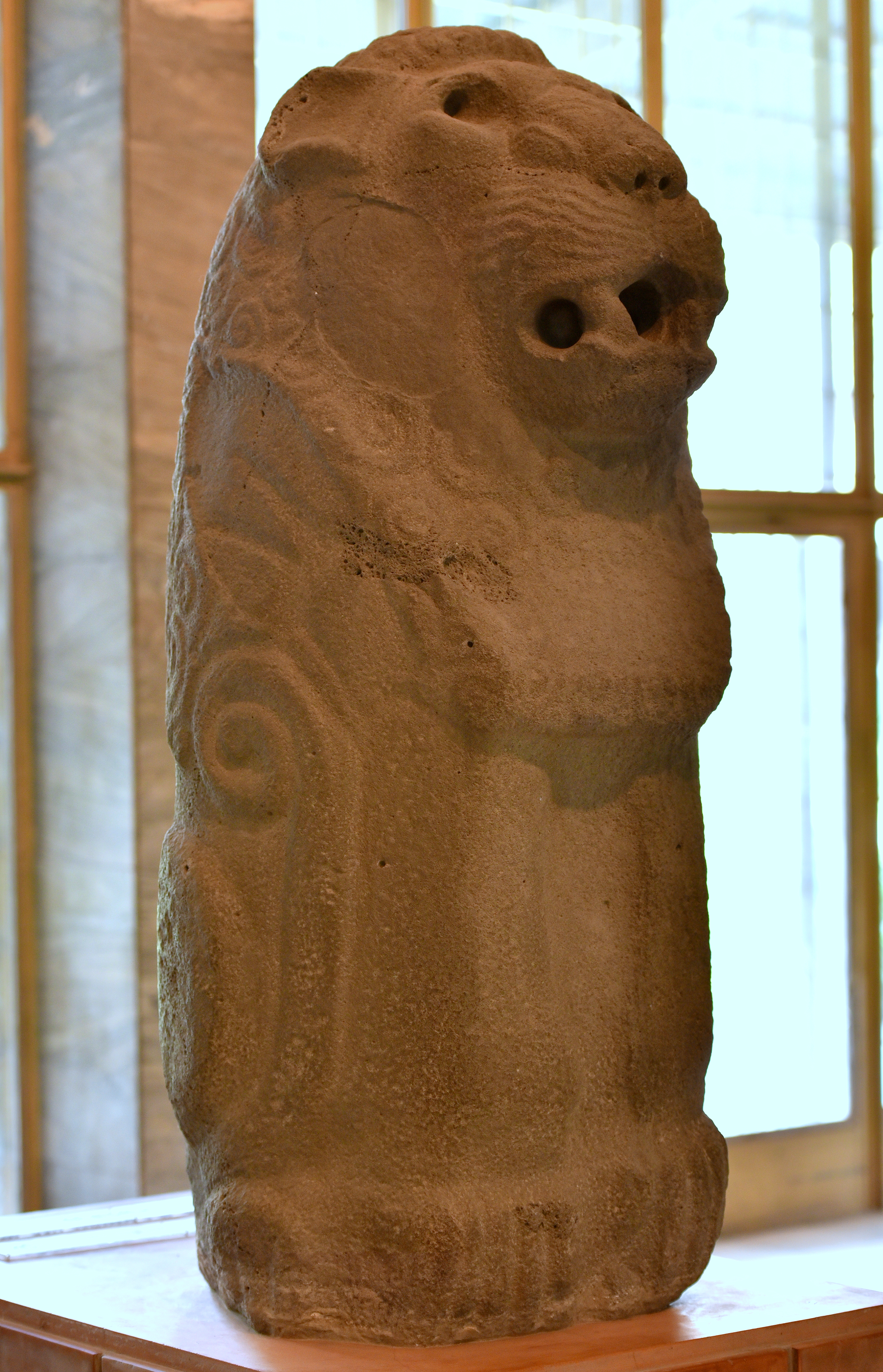
صورة تمثال أسد في إريدو محفوظ في المتحف العراقي.
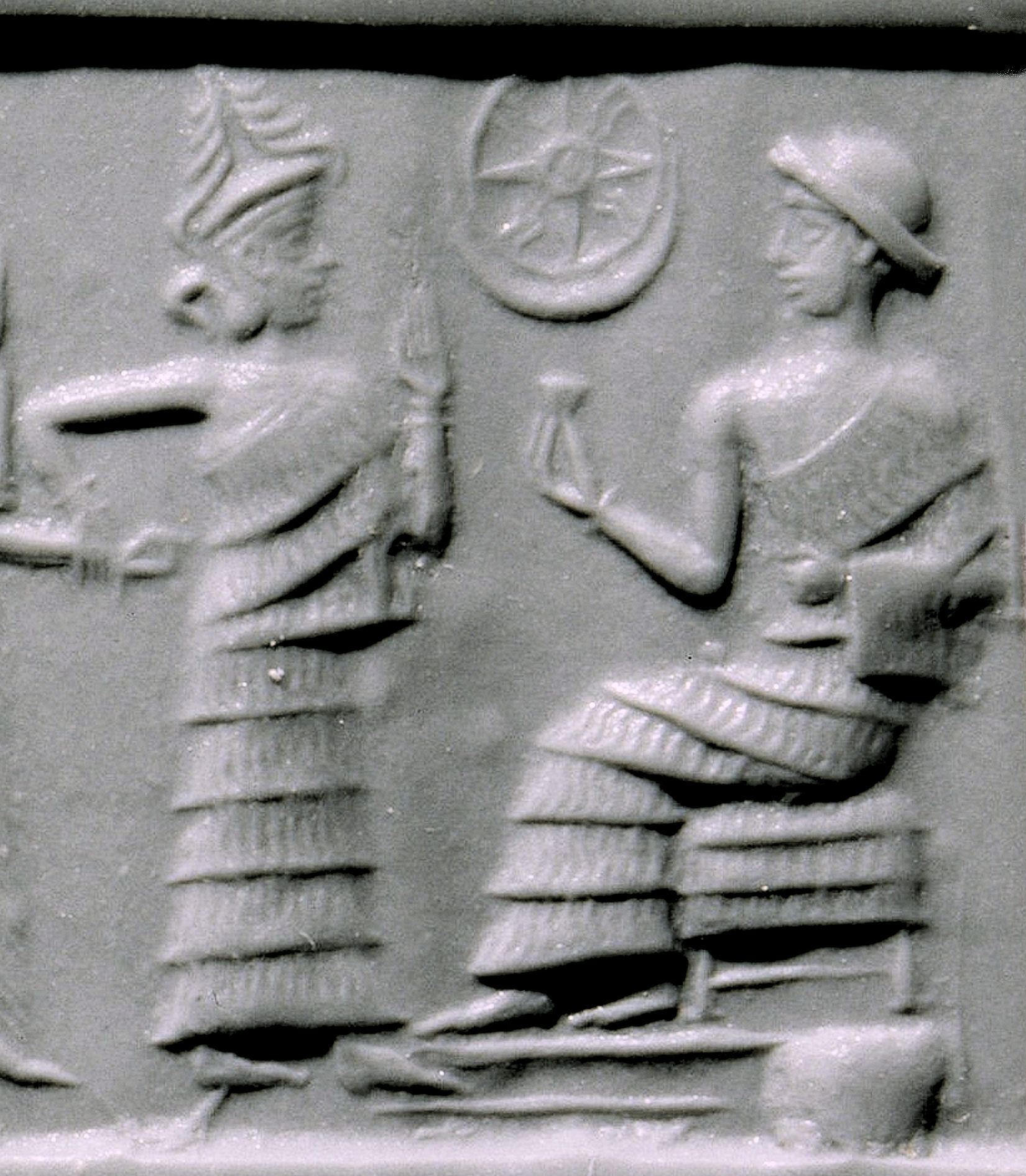
صورة نقش للملك السومري إبي سين مع إلهة، وتظهر في النقش صورة هلال ونجمة.

## إصدارات 2017
بلغ عدد إصدارات سنة 2017 سبع إصدارات وقد ضمت 21 طابعا وخمس بطاقات.

### إصدار العلاقات الدبلوماسية مع إسبانيا
أصدر طابع واحد بمناسبة الذكرى السبعين للعلاقات الدبلوماسية العراقية الإسبانية:
| # | تاريخ الإصدار | الوصف | الصورة | القيمة      | كمية الإصدار |
| - | ------------- | --- | ------ | ----------- | ------------ |
| 1 | 5 شباط 2017   | طابع ملون تظهر فيه صورة بوابة عشتار وصورة كاتدرائية سانتياغو دي كومبوستيلا في إسبانيا مع عبارة "ذكرى مرور 70 عاما على العلاقات العراقية - الإسبانية" وعبارة "الأسبوع الثقافي العراقي - الإسباني" مع علمي البلدين. |        | 1000 دينارا |              |

### إصدار الهوايات والحرف المتنوعة
أصدر طابع واحد وبطاقة تذكارية واحدة لمناسبة مهرجان لقاء الأشقاء للهوايات والحرف المتنوعة:
| # | تاريخ الإصدار | الوصف | الصورة | القيمة    | كمية الإصدار |
| - | ------------- | --- | ------ | --------- | ------------ |
| 2 | 1 آذار 2017   | طابع ملون بخلفية بنية مصرة تظهر فيها صورة بسط تراثية وعود وفانوس وكتب ودلة وفنجان مع عبارة "مهرجان لقاء الأشقاء للهوايات والحرف المتنوعة" بالإضافة إلى شعار المهرجان. |        | 500 دينار |              |

أما البطاقة التذكارية:
| # | تاريخ الإصدار | الوصف | الصورة | القيمة     | كمية الإصدار |
| - | ------------- | --- | ------ | ---------- | ------------ |
| - | 1 آذار 2017   | بطاقة تذكارية ملونة تظهر فيها صورة القيثارة السومرية وبسط تراثية وقطعة تراثية وصورة نوتة موسيقية ولوحة الألوان وفرشاة الرسم مع عبارة "مهرجان لقاء الأشقاء للهوايات والحرف المتنوعة" بالإضافة إلى شعار المهرجان. |        | 1000 دينار |              |

### إصدار شارع الرشيد
أصدر طابع واحد بمناسبة الذكرى المائة لافتتاح شارع الرشيد:
| # | تاريخ الإصدار | الوصف | الصورة | القيمة     | كمية الإصدار |
| - | ------------- | --- | ------ | ---------- | ------------ |
| 3 | 30 آذار 2017  | طابع تظهر فيه صورتين، في اليسار صورة بالأسود والأبيض لجامع الحيدرخانة وإلى اليمين صورة معاصرة لمعالم في شارع الرشيد، مع عبارة "مئوية شارع الرشيد". |        | 1000 دينار |              |

### إصدارات وسائط النقل
أصدر اثنا عشر طابعا ظهرت على شكل صفحة طوابع [الإنجليزية] متصلة ومتجاورة (لوحة كاملة (بالإنجليزية: Full pane)‏)، حاشيتها بلون تركوازي منقوش ومتدرج تظهر فيه عبارة "وسائل نقل استخدمت في العراق"، كما تظهر في الحاشية شعارات الجيش العراقي والشركة العامة لسكك الحديد العراقية والشركة العامة لنقل المسافرين والوفود، أما الطوابع فتظهر على شكل ثلاث صفوف، في كل صف أربع طوابع، الصف العلوي طائرات، والصف الأوسط قطارات، والصف السفلي حافلات:
| #  | تاريخ الإصدار | الوصف | الصورة | القيمة     | كمية الإصدار |
| -- | ------------- | --- | ------ | ---------- | ------------ |
| 4  | 5 تموز 2017   | طابع ملون تظهر فيه صورة طائرة دي هافيلاند دي إتش.60 موث التي صنعت عام 1931، وهذا الطابع هو الأول من اليمين في الصف العلوي. |        | 250 دينارا | 5000         |
| 5  | 5 تموز 2017   | طابع ملون تظهر فيه قاطرة تتبع الشركة العامة لسكك الحديد العراقية تجر عربات شحن وتحمل الرمز DHL 136 لعام 2004، وهذا الطابع هو الأول من اليمين في الصف الأوسط.                                                                                            |        | 250 دينارا | 5000         |
| 6  | 5 تموز 2017   | طابع ملون تظهر فيه صورة حافلة إيكاروس [الإنجليزية] صنعت عام 1971، وهذا الطابع هو الأول من اليمين في الصف السفلي. |        | 250 دينارا | 5000         |
| 7  | 5 تموز 2017   | طابع ملون تظهر فيه صورة طائرة دي هافيلاند دراغون التي صنعت عام 1933، وهذا الطابع هو الثاني من اليمين في الصف العلوي. |        | 500 دينار  | 5000         |
| 8  | 5 تموز 2017   | طابع ملون تظهر فيه قاطرة تتبع الشركة العامة لسكك الحديد العراقية تجر عربات مسافرين وتحمل الرمز DEM 2745 لعام 2001، وهذا الطابع هو الثاني من اليمين في الصف الأوسط.                                                                                      |        | 500 دينار  | 5000         |
| 9  | 5 تموز 2017   | طابع ملون تظهر فيه صورة حافلة ذات طابقين من إنتاج شركة ليلاند الوطنية [الإنجليزية]، وهي من فئة ليلاند أتلانتيان [الإنجليزية] صنعت عام 1976 وجهزت منها 600 حافلة إلى العراق، وهذا الطابع هو الثاني من اليمين في الصف السفلي.                             |        | 500 دينار  | 5000         |
| 10 | 5 تموز 2017   | طابع ملون تظهر فيه صورة طائرة غلوستر غلاديتور التي صنعت عام 1937، وهذا الطابع هو الثالث من اليمين في الصف العلوي. |        | 750 دينارا | 5000         |
| 11 | 5 تموز 2017   | طابع ملون تظهر فيه قاطرة تتبع الشركة العامة لسكك الحديد العراقية تجر عربات مسافرين وتحمل الرمز DEM 2006 لعام 1964، وهذا الطابع هو الثالث من اليمين في الصف الأوسط.                                                                                      |        | 750 دينارا | 5000         |
| 12 | 5 تموز 2017   | طابع ملون تظهر فيه صورة حافلة ذات طابقين من إنتاج شركة أي إي سي [الإنجليزية] وفي من فئة أي إي سي ريجنت 5 [الإنجليزية] صنعت عام 1956، وهذا الطابع هو الثالث من اليمين في الصف السفلي.                                                                    |        | 750 دينار  | 5000         |
| 13 | 5 تموز 2017   | طابع ملون تظهر فيه صورة طائرة دي هافيلاند دوف التي صنعت عام 1948، وهذا الطابع هو الأول من اليسار في الصف العلوي. |        | 1000 دينار | 5000         |
| 14 | 5 تموز 2017   | طابع ملون تظهر فيه قاطرة حديثة تتبع الشركة العامة لسكك الحديد العراقية تجر عربات مسافرين أنتجت عام 2014، وقد استوردت من الصين وهي من إنتاج شركة تشينغداو سيفانغ للقاطرات والعربات المحدودة [الإنجليزية]، وهذا الطابع هو الأول من اليسار في الصف الأوسط. |        | 1000 دينار | 5000         |
| 15 | 5 تموز 2017   | طابع ملون تظهر فيه صورة حافلة ذات طابقين نوع ألبا من إنتاج شركة إلباهاوس لعام 2013، وهذا الطابع هو الأول من اليسار في الصف السفلي. (مكتوب على الطابع كلمة ALBA والصحيح هو ELBA)                                                                         |        | 1000 دينار | 5000         |

أما البطاقة التذكارية:
| # | تاريخ الإصدار | الوصف | الصورة | القيمة     | كمية الإصدار |
| - | ------------- | --- | ------ | ---------- | ------------ |
| - | 5 تموز 2017   | بطاقة تذكارية بخلفية بنية غامقة منقوشة مع عبارة "وسائل نقل استخدمت في العراق" تظهر فيها صور قاطرة بخارية وطائرة وحافلة ذات طابقين. |        | 1000 دينار |              |

### إصدار تحرير الموصل
أصدر طابع واحد وبطاقة تذكارية واحدة لمناسبة تحرير الموصل من تنظيم داعش، وهما من تصميم أحمد صاحب مجيد:
| #  | تاريخ الإصدار | الوصف | الصورة | القيمة    | كمية الإصدار |
| -- | ------------- | --- | ------ | --------- | ------------ |
| 16 | 18 تموز 2017  | طابع ملون بخلفية صفراء تظهر فيه صورة مئذنة الحدباء من صورة لقطعات الجيش العراقي البرية والجوية وعبارة "تحررت الموصل". |        | 500 دينار | 5000         |

أما البطاقة التذكارية:
| # | تاريخ الإصدار | الوصف | الصورة | القيمة     | كمية الإصدار |
| - | ------------- | --- | ------ | ---------- | ------------ |
| - | 18 تموز 2017  | بطاقة تذكارية ملونة تظهر فيها صورة رسم فيه علم العراق ودخان وقتلى ومرأة ترتدي ثيابا خضرا وجنود مع عبارة "العراق ينتصر" وعبارة "تحررت الموصل". |        | 1000 دينار | 2000         |

### إصدارات الذكرى المئوية للطوابع العراقية
أصدرت ثلاثة طوابع وبطاقة تذكارية واحدة لمناسبة مرور مائة عام على أول إصدار لطوابع في العراق، وهي في الأصل طوابع عثمانية موشحة بالاحتلال البريطاني، والطوابع وبالبطاقة التذكارية من تصميم سعد غازي:
| #  | تاريخ الإصدار       | الوصف | الصورة | القيمة     | كمية الإصدار |
| -- | ------------------- | --- | ------ | ---------- | ------------ |
| 17 | 21 تشرين الأول 2017 | طابع بخلفية صفراء تظهر فيه صورة طابع استعمل سنة 1917، مع عبارة "مجموعة طوابع احتلال بغداد" وعبارة "ذكرى مرور مئة عام على صدور أول مجموعة طوابع في العراق". |        | 250 دينارا | 12600        |
| 18 | 21 تشرين الأول 2017 | طابع بخلفية خضراء تظهر فيه صورة طابع استعمل سنة 1917، مع عبارة "مجموعة طوابع احتلال بغداد" وعبارة "ذكرى مرور مئة عام على صدور أول مجموعة طوابع في العراق". |        | 500 دينار  | 12600        |
| 19 | 21 تشرين الأول 2017 | طابع بخلفية زرقاء تظهر فيه صورة طابع استعمل سنة 1917، مع عبارة "مجموعة طوابع احتلال بغداد" وعبارة "ذكرى مرور مئة عام على صدور أول مجموعة طوابع في العراق". |        | 1000 دينار | 12600        |

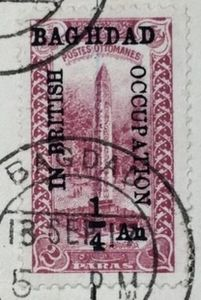
طابع استعمل سنة 1917 يشبه الصورة التي ظهرت على الطابع بقيمة 250 دينارا.
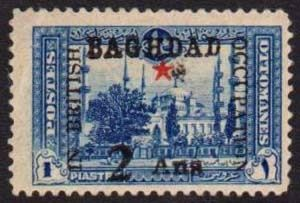
طابع استعمل سنة 1917 يشبه الصورة التي ظهرت على الطابع بقيمة 500 دينار.
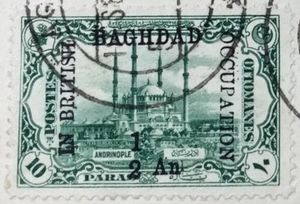
طابع استعمل سنة 1917 يشبه الصورة التي ظهرت على الطابع بقيمة 1000 دينار.

أما البطاقة التذكارية:
| # | تاريخ الإصدار       | الوصف                                                                                                 | الصورة | القيمة     | كمية الإصدار |
| - | ------------------- | --- | ------ | ---------- | ------------ |
| - | 21 تشرين الأول 2017 | بطاقة تذكارية ملونة بخلفية بنية مصفرة، في صورة مكبرة وظروف بريدية ملصقة عليها طوابع استعملت سنة 1917. |        | 1000 دينار |              |

وهذه الطوابع استعملت سنة 1917 تشبه الطوابع التي ظهرت على البطاقة التذكارية:

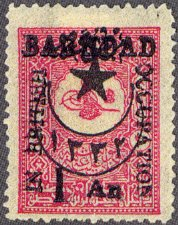
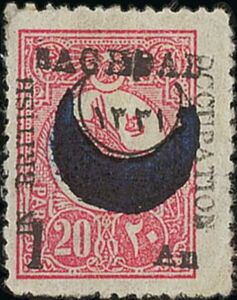
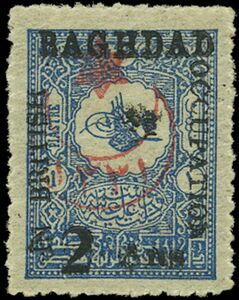
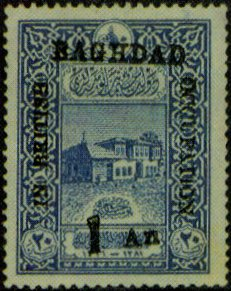
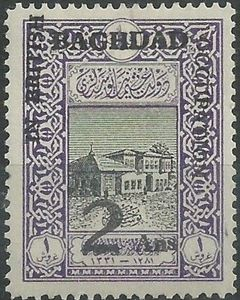

### إصدارات العتبة العباسية
أصدر طابعان وبطاقة تذكارية احتفاء بالعتبة العباسية في كربلاء، والطابعان وبالبطاقة التذكارية من تصميم سعد غازي:
| #  | تاريخ الإصدار      | الوصف                                                                                           | الصورة | القيمة     | كمية الإصدار |
| -- | ------------------ | ----------------------------------------------------------------------------------------------- | ------ | ---------- | ------------ |
| 20 | 3 كانون الأول 2017 | طابع ملون بإطار أزرق يظهر فيه ضريح العباس بن علي، مع عبارة "العتبة العباسية المقدسة".           |        | 250 دينارا | 15000        |
| 21 | 3 كانون الأول 2017 | طابع ملون بإطار ماروني يظهر فيه رجل عند ضريح العباس بن علي، مع عبارة "العتبة العباسية المقدسة". |        | 1000 دينار | 15000        |

أما البطاقة التذكارية:
| # | تاريخ الإصدار      | الوصف | الصورة | القيمة     | كمية الإصدار |
| - | ------------------ | --- | ------ | ---------- | ------------ |
| - | 3 كانون الأول 2017 | بطاقة تذكارية ملونة تظهر فيها قبة ومئذني العتبة العباسية في كربلاء، والصورة محاطة بنقوش وتوجد عبارة "العتبة العباسية المقدسة" أسفل الصورة. |        | 1500 دينار | 3000         |

## إصدارات 2018
بلغ عدد إصدارات سنة 2018 تسع إصدارات وقد ضمت 37 طابعا وثلاث بطاقات.

### إصدار محمد رضا الشبيبي
أصدر طابع واحد لمناسبة الذكرى الخمسين لوفاة محمد رضا الشبيبي:
| # | تاريخ الإصدار       | الوصف | الصورة | القيمة     | كمية الإصدار |
| - | ------------------- | --- | ------ | ---------- | ------------ |
| 1 | 5 كانون الثاني 2018 | طابع ملون بإطار أبيض فيه صورة محمد رضا الشبيبي مع نقوش، مع عبارة "ذكرى مرور نصف قرن على رحيل العلامة محمد رضا الشبيبي". |        | 1000 دينار | 15000        |

### إصدارات بغداد عاصمة الإعلام العربي
أصدر طابعان لمناسبة اختيار بغداد عاصمة للإعلام العربي:
| # | تاريخ الإصدار | الوصف | الصورة | القيمة     | كمية الإصدار |
| - | ------------- | --- | ------ | ---------- | ------------ |
| 2 | 13 شباط 2018  | طابع بخلفية تركوازية فيه صورة نصب نصب أنقاذ الثقافة العراقية مع نصب الحرية وصورة رمزية لشريط فلم مع عبارة "دعم عوائل شهداء الإعلام" وعبارة "بغداد عاصمة الإعلام العربي 2017 - 2018".   |        | 1000 دينار | 100000       |
| 3 | 13 شباط 2018  | طابع بخلفية بنية مصفرة فيه صورة نصب نصب أنقاذ الثقافة العراقية مع نصب الحرية وصورة رمزية لشريط فلم مع عبارة "دعم عوائل شهداء الإعلام" وعبارة "بغداد عاصمة الإعلام العربي 2017 - 2018". |        | 1000 دينار | 50000        |

### إصدارات الموارد المعدنية
أصدرت ثلاثة طوابع تهتم الثروة المعدنية في العراق، وهي من تصميم زكي عبد الحسين:
| # | تاريخ الإصدار | الوصف | الصورة | القيمة     | كمية الإصدار |
| - | ------------- | --- | ------ | ---------- | ------------ |
| 4 | 25 شباط 2018  | طابع ملون تظهر فيه خريطة جيولوجية للعراق مع صورة معدن وشعار وزارة الصناعة والمعادن في العراق مع كلمة الفوسفات وعبارة "الموارد المعدنية في العراق".       |        | 250 دينارا | 15000        |
| 5 | 25 شباط 2018  | طابع ملون تظهر فيه خريطة جيولوجية للعراق مع صورة معدن وشعار وزارة الصناعة والمعادن في العراق مع كلمة الكبريت وعبارة "الموارد المعدنية في العراق".        |        | 500 دينار  | 15000        |
| 6 | 25 شباط 2018  | طابع ملون تظهر فيه خريطة جيولوجية للعراق مع صورة معدن وشعار وزارة الصناعة والمعادن في العراق مع عبارة رمال السيليكا وعبارة "الموارد المعدنية في العراق". |        | 1000 دينار | 15000        |

### إصدارات النسر وعيون المدينة
أصدرت ورقتي طوابع تذكارية تحتفي بمسلسل النسر وعيون المدينة تظهر فيها صور الممثلين، كما تضم ورقتي الطوابع التذكارية صور لمشاهد من المسلسل لكنها ليست طوابع، والمجموعتين من تصميم سعد غازي:

#### المجموعة الأولى
تمتاز المجموعة الأولى بأن خلفيتها بلون أزرق، وتظهر في أعلاها صورة كلاكيت فيه معلومات عن مسلسل النسر وعيون المدينة وكاميرا للتصوير السينمائي، واسم المسلسل مذكور في أعلى ورقة الطوابع التذكارية وفي أسفلها، والبطاقة فيها عمودين من الطوابع في كل عمود أربعة طوابع تظهر فيه صورتين لممثل، إحدى الصورتين من المسلسل والأخرى صورة معاصرة أو من غير المسلسل، وبين العمودين عمود فيه صور لمشاهد من المسلسل:
| #  | تاريخ الإصدار | الوصف                                                                            | الصورة | القيمة     | كمية الإصدار |
| -- | ------------- | -------------------------------------------------------------------------------- | ------ | ---------- | ------------ |
| 7  | 27 أيار 2018  | طابع ملون فيه صورتان لبدري حسون فريد، والطابع هو الأول في العمود الأيمن.         |        | 250 دينارا | 10000        |
| 8  | 27 أيار 2018  | طابع ملون فيه صورتان لابتسام فريد، والطابع هو الثاني في العمود الأيمن.           |        | 250 دينارا | 10000        |
| 9  | 27 أيار 2018  | طابع ملون فيه صورتان لمحسن العلي، والطابع هو الثالث في العمود الأيمن.            |        | 250 دينارا | 10000        |
| 10 | 27 أيار 2018  | طابع ملون فيه صورتان لمي جمال، والطابع هو الرابع أو الأخير في العمود الأيمن.     |        | 250 دينارا | 10000        |
| 11 | 27 أيار 2018  | طابع ملون فيه صورتان لخليل شوقي، والطابع هو الأول في العمود الأيسر.              |        | 250 دينارا | 10000        |
| 12 | 27 أيار 2018  | طابع ملون فيه صورتان لمقداد عبد الرضا، والطابع هو الثاني في العمود الأيسر.       |        | 250 دينارا | 10000        |
| 13 | 27 أيار 2018  | طابع ملون فيه صورتان لبتول عزيز، والطابع هو الثالث في العمود الأيسر.             |        | 250 دينارا | 10000        |
| 14 | 27 أيار 2018  | طابع ملون فيه صورتان لسليم البصري، والطابع هو الرابع أو الأخير في العمود الأيسر. |        | 250 دينارا | 10000        |

#### المجموعة الثانية
تمتاز المجموعة الثانية بأن خلفيتها بلون برتقالي، وتظهر في أعلاها صورة كلاكيت فيه معلومات عن مسلسل النسر وعيون المدينة وبكرة فلم وشريط فيه صور صغيرة من المسلسل، واسم المسلسل مذكور في أعلى ورقة الطوابع التذكارية وفي أسفلها، والبطاقة فيها عمودين من الطوابع في كل عمود أربعة طوابع تظهر فيه صورتين لممثل، إحدى الصورتين من المسلسل والأخرى صورة معاصرة أو من غير المسلسل، وبين العمودين عمود فيه صور لمشاهد من المسلسل:
| #  | تاريخ الإصدار | الوصف                                                                                | الصورة | القيمة     | كمية الإصدار |
| -- | ------------- | ------------------------------------------------------------------------------------ | ------ | ---------- | ------------ |
| 15 | 27 أيار 2018  | طابع ملون فيه صورتان لجعفر السعدي، والطابع هو الأول في العمود الأيمن.                |        | 250 دينارا | 10000        |
| 16 | 27 أيار 2018  | طابع ملون فيه صورتان لطعمة التميمي، والطابع هو الثاني في العمود الأيمن.              |        | 250 دينارا | 10000        |
| 17 | 27 أيار 2018  | طابع ملون فيه صورتان لفاطمة الربيعي، والطابع هو الثالث في العمود الأيمن.             |        | 250 دينارا | 10000        |
| 18 | 27 أيار 2018  | طابع ملون فيه صورتان لسناء عبد الرحمن، والطابع هو الرابع أو الأخير في العمود الأيمن. |        | 250 دينارا | 10000        |
| 19 | 27 أيار 2018  | طابع ملون فيه صورتان لراسم الجميلي، والطابع هو الأول في العمود الأيسر.               |        | 250 دينارا | 10000        |
| 20 | 27 أيار 2018  | طابع ملون فيه صورتان لفوزية عارف، والطابع هو الثاني في العمود الأيسر.                |        | 250 دينارا | 10000        |
| 19 | 27 أيار 2018  | طابع ملون فيه صورتان لسامي عبد الحميد، والطابع هو الثالث في العمود الأيسر.           |        | 250 دينارا | 10000        |
| 20 | 27 أيار 2018  | طابع ملون فيه صورتان لقاسم الملاك، والطابع هو الرابع أو الأخير في العمود الأيسر.     |        | 250 دينارا | 10000        |

### إصدارات يوم الموسيقى العالمي
أصدر طابعان لمناسبة يوم الموسيقى العالمي [الإنجليزية]، والطابعان من تصميم سعد غازي:
| #  | تاريخ الإصدار  | الوصف                                                                   | الصورة | القيمة     | كمية الإصدار |
| -- | -------------- | ----------------------------------------------------------------------- | ------ | ---------- | ------------ |
| 21 | 25 حزيران 2018 | طابع بإطار ذهبي تظهر فيه صورة أوركسترا مع عبارة "يوم الموسيقى العالمي". |        | 500 دينار  | 10000        |
| 22 | 25 حزيران 2018 | طابع بإطار أزرق تظهر فيه صورة أوركسترا مع عبارة "يوم الموسيقى العالمي". |        | 1000 دينار | 10000        |

### إصدارات كأس العالم لكرة القدم في روسيا
أصدرت أربعة طوابع وبطاقة تذكارية لمناسبة بطولة كأس العالم لكرة القدم في روسيا عام 2018، وهي من تصميم سعد غازي:
| #  | تاريخ الإصدار | الوصف | الصورة | القيمة     | كمية الإصدار |
| -- | ------------- | --- | ------ | ---------- | ------------ |
| 23 | 2018          | طابع ملون تظهر فيه صورة لاعب كرة قدم يحاول ركل كرة مع عبارة "بطولة كأس العالم لكرة القدم - روسيا 2018" وشعار البطولة.                              |        | 250 دينارا | 50000        |
| 24 | 2018          | طابع ملون تظهر فيه صورة لاعبي كرة قدم يتنافسان لضرب الكرة ضربة رأسية مع عبارة "بطولة كأس العالم لكرة القدم - روسيا 2018" وشعار البطولة.            |        | 500 دينار  | 50000        |
| 25 | 2018          | طابع ملون تظهر فيه صورة حارس مرمى ممسكا بالمرة ولاعب يحاول ضرب الكرة ضربة رأسية مع عبارة "بطولة كأس العالم لكرة القدم - روسيا 2018" وشعار البطولة. |        | 750 دينارا | 50000        |
| 26 | 2018          | طابع ملون تظهر فيه صورة لاعبي كرة قدم يتنافسان للحصول على الكرة مع عبارة "بطولة كأس العالم لكرة القدم - روسيا 2018" وشعار البطولة.                 |        | 1000 دينار | 50000        |

أما البطاقة التذكارية:
| # | تاريخ الإصدار | الوصف | الصورة | القيمة     | كمية الإصدار |
| - | ------------- | --- | ------ | ---------- | ------------ |
| - | 2018          | بطاقة تذكارية ملونة تظهر فيها أعلام الدول المشاركة في بطولة كأس العالم مع صورة التميمة زابيفاكا وهو يحاول ركل الكرة مع عبارة "بطولة كأس العالم لكرة القدم - روسيا 2018" وشعار البطولة. |        | 1000 دينار | 5000         |

### إصدارات العلاقات الدبلوماسية العراقية - الصينية
أصدرت أربعة طوابع لمناسبة الذكرى الستين للعلاقات الدبلوماسية العراقية الصينية، وقد توفر الطوابع في شكل ورقة طوابع تذكارية، وتوفر منها إصداران، أحدهما بحاشية زرقاء، والإصدار الآخر بحاشية بنية، وتظهر في أعلى ورقة الطوابع التذكارية عبارة "ذكرى مرور 60 عاما على العلاقات الدبلوماسية العراقية الصينية" باللغة العربية والصينية والإنجليزية مع علمي العراق والصين، وهذه الطوابع من تصميم مؤسسة الصين الوطنية للطوابع البريدية [الإنجليزية]، وقد كان تاريخ إصدار ورقتي الطوابع التذكارية هو 25 آب 2018، أي بعد يوم واحد من إصدار الطوابع، علما أن بعض المصادر تذكر أن تاريخ إصدار الطوابع هو 22 كانون الثاني 2019 وليس 24 آب 2018:
| #  | تاريخ الإصدار | الوصف | الصورة | القيمة     | كمية الإصدار |
| -- | ------------- | --- | ------ | ---------- | ------------ |
| 27 | 24 آب 2018    | طابع ملون تظهر فيه صورة ملوية سامراء، وفي أسفله عبارة "ذكرى مرور 60 عاما على العلاقات الدبلوماسية العراقية الصينية" باللغة العربية والصينية والإنجليزية مع علمي العراق والصين، والطابع في أعلى يسار المجموعة.               |        | 1000 دينار |              |
| 28 | 24 آب 2018    | طابع ملون تظهر فيه صورة باغودة سونغيو [الإنجليزية]، وفي أسفله عبارة "ذكرى مرور 60 عاما على العلاقات الدبلوماسية العراقية الصينية" باللغة العربية والصينية والإنجليزية مع علمي العراق والصين، والطابع في أعلى يمين المجموعة. |        | 1000 دينار |              |
| 29 | 24 آب 2018    | طابع ملون تظهر فيه صورة بوابة عشتار، وفي أسفله عبارة "ذكرى مرور 60 عاما على العلاقات الدبلوماسية العراقية الصينية" باللغة العربية والصينية والإنجليزية مع علمي العراق والصين، والطابع في أسفل يسار المجموعة.                |        | 1000 دينار |              |
| 30 | 24 آب 2018    | طابع ملون تظهر فيه صورة برج بوابة معبر جيايوقوان، وفي أسفله عبارة "ذكرى مرور 60 عاما على العلاقات الدبلوماسية العراقية الصينية" باللغة العربية والصينية والإنجليزية مع علمي العراق والصين، والطابع في أسفل يمين المجموعة.   |        | 1000 دينار |              |

### إصدار مظفر النواب
أصدر طابع واحد وبطاقة تذكارية واحدة تحتفي بالشاعر مظفر النواب، والطابع والبطاقة التذكارية من تصميم سعد غازي:
| #  | تاريخ الإصدار | الوصف                                                                                  | الصورة | القيمة     | كمية الإصدار |
| -- | ------------- | -------------------------------------------------------------------------------------- | ------ | ---------- | ------------ |
| 31 | 5 أيلول 2018  | طابع ملون تظهر فيه صورة مظفر النواب وكلمات من قصيدة له، مع عبارة "الشاعر مظفر النواب". |        | 1000 دينار | 10000        |

أما البطاقة التذكارية:
| # | تاريخ الإصدار | الوصف | الصورة | القيمة     | كمية الإصدار |
| - | ------------- | --- | ------ | ---------- | ------------ |
| - | 5 أيلول 2018  | بطاقة تذكارية ملونة بخلفية سوداء تظهر فيها صورتين لمظفر النواب، أحداهما صورة جانبية لوجهه، والأخرى صورة له يلقي قصيدة وحاملا ورقة، مع عبارة "الشاعر مظفر النواب". |        | 1500 دينار | 3000         |

### إصدار اللوحات الفنية
أصدرت أربعة طوابع تحتفي برسامين ولوحاتهم، وتوفر طابع منها على شكل طابعين متجاورين، إحداهما طابع بريدي بقيمة ويكون على جانب اليمين وتظهر فيه صورة لوحة فنية، والآخر في اليسار يحمل صورة الرسام، وهو ليس طابعا بريديا ولا يحمل قيمة. والطوابع من تصميم سعد غازي
| #  | تاريخ الإصدار      | الوصف | الصورة | القيمة     | كمية الإصدار |
| -- | ------------------ | --- | ------ | ---------- | ------------ |
| 32 | 3 تشرين الأول 2018 | طابع بريدي إلى اليمين تظهر فيه صورة لوحة فنية مع عبارة "لوحات فنية عراقية"، أما إلى اليسار فتظهر صورة "نزار سليم" مع اسمه وخلفه لوحة المرأة التي تظهر فيها صورة رجل يرتقي النخلة ويجني التمر بينما تحمل مرأتان التمر واحدة فوق رأسها والأخرى بين يديها. وقد استخدمت صورة هذه اللوحة في طوابع أصدرت أول مرة سنة 1989. كما كتبت أسفل الطابع عبارة "الفنان التشكيلي والأديب القاص". |        | 250 دينارا | 10000        |
| 33 | 3 تشرين الأول 2018 | طابع بريدي إلى اليمين تظهر فيه صورة لوحة فنية مع عبارة "لوحات فنية عراقية"، أما إلى اليسار فتظهر صورة "ليلى العطار" مع اسمها وخلفها صورة لوحة لها، كما كتبت أسفل الطابع عبارة "الفنانة التشكيلية الشهيدة". |        | 500 دينار  | 10000        |
| 34 | 3 تشرين الأول 2018 | طابع بريدي إلى اليمين تظهر فيه صورة لوحة فنية مع عبارة "لوحات فنية عراقية"، أما إلى اليسار فتظهر صورة "نوري الراوي" مع اسمه وخلفه صورة لوحة له، كما كتبت أسفل الطابع عبارة "شيخ الفنانين التشكيليين العراقيين". |        | 750 دينارا | 10000        |
| 35 | 3 تشرين الأول 2018 | طابع بريدي إلى اليمين تظهر فيه صورة لوحة فنية مع عبارة "لوحات فنية عراقية"، أما إلى اليسار فتظهر صورة "فائق حسن" مع اسمه وخلفه صورة لوحة له، كما كتبت أسفل الطابع عبارة "رائد حركة الفن التشكيلي في العراق". |        | 1000 دينار | 10000        |

أما البطاقة التذكارية:
| # | تاريخ الإصدار      | الوصف | الصورة | القيمة     | كمية الإصدار |
| - | ------------------ | --- | ------ | ---------- | ------------ |
| - | 3 تشرين الأول 2018 | بطاقة تذكارية ملونة ظهرت فيها أربعة لوحات فنية هي ذاتها التي ظهرت على طوابع هذا الإصدار، وذكل توجد صورة لوحة الألوان مع فرشاة رسم، مع عبارة "لوحات فنية عراقية". |        | 1000 دينار | 2000         |

### إصدار الصناعة الوطنية
أصدر طابعان لدعم الصناعة الوطنية، وهما من تصميم زكي عبد الحسن:
| #  | تاريخ الإصدار       | الوصف | الصورة | القيمة     | كمية الإصدار |
| -- | ------------------- | --- | ------ | ---------- | ------------ |
| 36 | 8 تشرين الثاني 2018 | طابع ملون تظهر فيه أشكال تعبيرية تدل على الصناعة مع شعار وزارة الصناعة والمعادن وعبارة "صنع في العراق" وعبارة "الصناعة الوطنية". |        | 250 دينارا | 5000         |
| 37 | 8 تشرين الثاني 2018 | طابع ملون تظهر فيه أشكال تعبيرية تدل على الصناعة مع شعار وزارة الصناعة والمعادن وعبارة "صنع في العراق" وعبارة "الصناعة الوطنية". |        | 500 دينار  | 5000         |

## إصدارات 2019
بلغ عدد إصدارات سنة 2019 تسع إصدارات وقد ضمت 22 طابعا وثلاث بطاقات.

### إصدار الجامعة المستنصرية
أصدر طابع واحد لمناسبة الذكرى الخامسة والخمسون لتأسيس الجامعة المستنصرية:
| # | تاريخ الإصدار | الوصف | الصورة | القيمة     | كمية الإصدار |
| - | ------------- | --- | ------ | ---------- | ------------ |
| 1 | 3 شباط 2019   | طابع ملون تظهر فيه صورة مدخل الجامعة المستنصرية وشعارها مع عبارة "ذكرى مرور 55 عاما على تأسيس الجامعة المستنصرية. |        | 1000 دينار | 5000         |

### إصدارات التوفير المدرسي
أصدرت أربعة طوابع تختص بموضوع التوفير المدرسي:
| # | تاريخ الإصدار | الوصف | الصورة | القيمة     | كمية الإصدار |
| - | ------------- | --- | ------ | ---------- | ------------ |
| 2 | 12 آذار 2019  | طابع ملون تظهر فيه صورة سيارة وأطفال وأوراق أشجار وصور صغيرة لطوابع عراقية سابقة اختصت بموضوع التوفير أصدرت في أعوام 1978 و1989 و1993، مع عبارة "التوفير المدرسي" وسط الطابع.                                                          |        | 250 دينار  | 25000        |
| 3 | 12 آذار 2019  | طابع ملون تظهر فيه صورة طفل ممسكا بطابعين وأمامه دفتر مكتوب عليه "دفتر توفير" تنبثق منه أوراق نقدية عراقية وصور صغيرة لطوابع عراقية سابقة اختصت بموضوع التوفير أصدرت في أعوام 1978 و1989 و1993، مع عبارة "التوفير المدرسي" وسط الطابع. |        | 500 دينار  | 25000        |
| 4 | 12 آذار 2019  | طابع ملون تظهر فيه صورة شعار يدل على التوفير المدرسي وصور صغيرة لطوابع عراقية سابقة اختصت بموضوع التوفير أصدرت في أعوام 1978 و1989 و1993، وصورة حصالة معدنية أسطوانية تنمو منها نبتة، مع عبارة "التوفير المدرسي" وسط يسار الطابع.      |        | 750 دينارا | 25000        |
| 5 | 12 آذار 2019  | طابع ملون تظهر فيه صور أطفال وفي الوسط لافتة متكوب فيها "التوفير المدرسي" مع صورة دراجة هوائية، وفي الأعلى صورة أوراق نقدية عراقية وصورة طائرة، كما تظهر في الأسفل صورة أطفال أحدهم يحمل نفاخة ووطفلات يحملن الورد.                    |        | 1000 دينار | 25000        |

### إصدارات مهرجان الزهور
أصدر طابعان وبطاقة تذكارية لمناسبة مهرجان بغداد الدولي للزهور، وهي من تصميم سعد غازي:
| # | تاريخ الإصدار | الوصف                                                                                          | الصورة | القيمة     | كمية الإصدار |
| - | ------------- | ---------------------------------------------------------------------------------------------- | ------ | ---------- | ------------ |
| 6 | 21 أيار 2019  | طابع ملون بخلفية وردية تظهر فيه صورة باقة ورود وفراشتين وعبارة "مهرجان الزهور الدولي 2019".    |        | 250 دينارا | 3000         |
| 7 | 21 أيار 2019  | طابع ملون بخلفية برتقالية تظهر فيه صورة باقة ورود وفراشتين وعبارة "مهرجان الزهور الدولي 2019". |        | 1000 دينار | 3000         |

أما البطاقة التذكارية:
| # | تاريخ الإصدار | الوصف                                                                                                   | الصورة | القيمة     | كمية الإصدار |
| - | ------------- | --- | ------ | ---------- | ------------ |
| - | 2019          | بطاقة تذكارية ملون بخلفية صفراء تظهر فيها مجموعة من الورود وفراشتان وعبارة "مهرجان الزهور الدولي 2019". |        | 1500 دينار | 1000         |

### إصدار غاندي
أصدر طابع واحد لمناسبة الذكرى المائة والخمسون لميلاد المهاتما غاندي، وهو من تصميم سعد غازي:
| # | تاريخ الإصدار  | الوصف | الصورة | القيمة     | كمية الإصدار |
| - | -------------- | --- | ------ | ---------- | ------------ |
| 8 | 17 حزيران 2019 | طابع تظهر فيه صورة المهاتما غاندي بلون بني وتحته عبارة "الذكرى 150 لميلاد المهاتما غاندي" مع عامي "1869-1948" وهما تاريخ ولادته ومقتله. |        | 1000 دينار | 3000         |

### إصدار القدس
أصدر طابع واحد يحمل عبارة "القدس عاصمة فلسطين"، وهو ضمن إصدار عربي مشترك:
| # | تاريخ الإصدار | الوصف | الصورة | القيمة     | كمية الإصدار |
| - | ------------- | --- | ------ | ---------- | ------------ |
| 9 | 2 تموز 2019   | طابع ملون تظهر فيه صورة مسجد قبة الصخرة محاطا بحمامتين وعلم فلسطين وشعار جامعة الدول العربية وعبارة "القدس عاصمة فلسطين". |        | 1000 دينار | 5000         |

### إصدارات الطيور
اصدرت أربعة طوابع وبطاقة تذكارية واحدة تحمل صور طيور، وهي من تصميم سعد غازي:
| #  | تاريخ الإصدار | الوصف                                                                              | الصورة | القيمة     | كمية الإصدار |
| -- | ------------- | ---------------------------------------------------------------------------------- | ------ | ---------- | ------------ |
| 10 | 25 آب 2019    | طابع ملون تظهر فيه صورة هزار أزرق الزور (Luscinia svecica).                        |        | 250 دينارا | 7000         |
| 11 | 25 آب 2019    | طابع ملون تظهر فيه صورة شرشور الكرز (بلبل زيتوني) (Coccothraustes coccothraustes). |        | 500 دينار  | 7000         |
| 12 | 25 آب 2019    | طابع ملون تظهر فيه صورة شرشور العصافة المألوف (عصفور ظالم) (Fringilla coelebs).    |        | 750 دينارا | 7000         |
| 13 | 25 آب 2019    | طابع ملون تظهر فيه صورة القرقف الأزرق (Cyanistes caeruleus).                       |        | 1000 دينار | 7000         |

أما البطاقة التذكارية:
| # | تاريخ الإصدار | الوصف | الصورة | القيمة     | كمية الإصدار |
| - | ------------- | --- | ------ | ---------- | ------------ |
| - | 25 آب 2019    | بطاقة بريدية ملونة في وسطها نحو اليسار تظهر صور الطوابع الأربعة ضمن الإصدار قابلة للاقتطاع بسبب التخريم وفي الحاشية صورة فيها طيور وورد وأغصان شجرة مع عبارة "الطيور العراقية". |        | 1000 دينار | 3000         |

### إصدار الأسماك
أصدرت أربعة طوابع تحمل صور أسماك، وهي من تصميم محمد قصي:
| #  | تاريخ الإصدارا | الوصف                                                                          | الصورة | القيمة      | كمية الإصدارا |
| -- | -------------- | ------------------------------------------------------------------------------ | ------ | ----------- | ------------- |
| 14 | 30 أيلول 2019  | طابع بخلفية خضراء تظهر في صورة سمك الخشني (Lizea abu).                         |        | 250 دينارا  |               |
| 15 | 30 أيلول 2019  | طابع بخلفية أرجوانية تظهر في صورة سمك الصبور [الإنجليزية] (Alosa sapidissima). |        | 500 دينار   |               |
| 16 | 30 أيلول 2019  | طابع بخلفية زرقاء تظهر في صورة سمك الشانك (Spondyliosoma cantharus).           |        | 750 دينارا  |               |
| 17 | 30 أيلول 2019  | طابع بخلفية صفراء تظهر في صورة سمك الزوري (Sardina pilchardus).                |        | 1000 دينارا |               |

### إصدار الاتحاد البريدي العالمي
أصدر طابع واحد لمناسبة الذكرى الرابعة والخمسين بعد المائة لتأسيس الاتحاد البريدي العالمي، وهو ضمن إصدار عالمي موحد:
| #  | تاريخ الإصدار       | الوصف                                                                     | الصورة | القيمة     | كمية الإصدار |
| -- | ------------------- | ------------------------------------------------------------------------- | ------ | ---------- | ------------ |
| 18 | 21 تشرين الأول 2019 | طابع ملون يظهر فيه شعار الاتحاد البريدي العالمي وعبارة "على درب التنمية". |        | 1000 دينار |              |

ومن الدول التي أصدرت طوابع لنفس المناسبة وتحمل ذات التصميم:

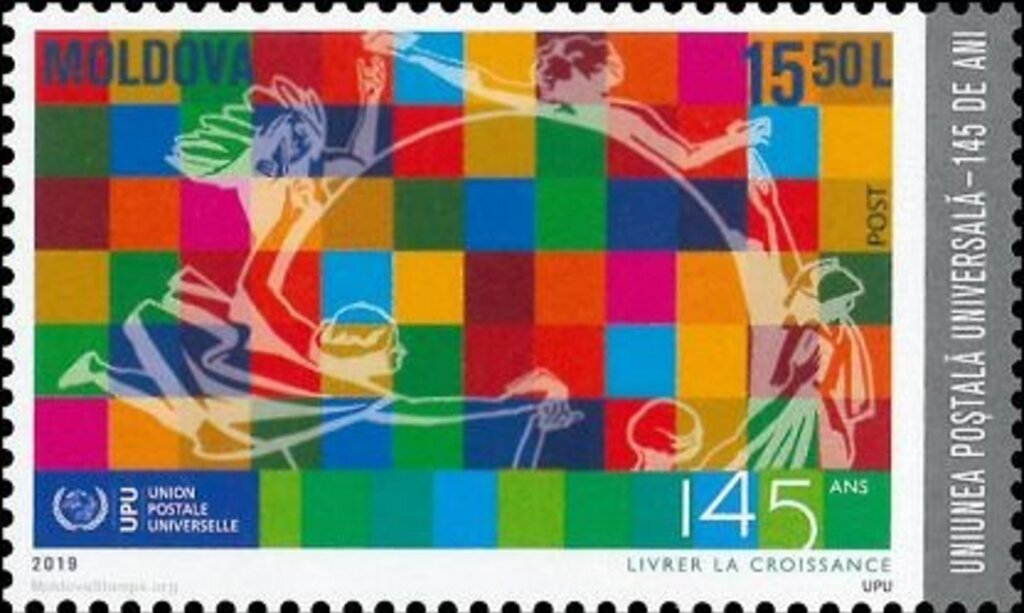
طابع إصدار مولدوفا
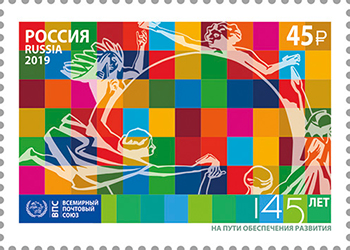
طابع روسي
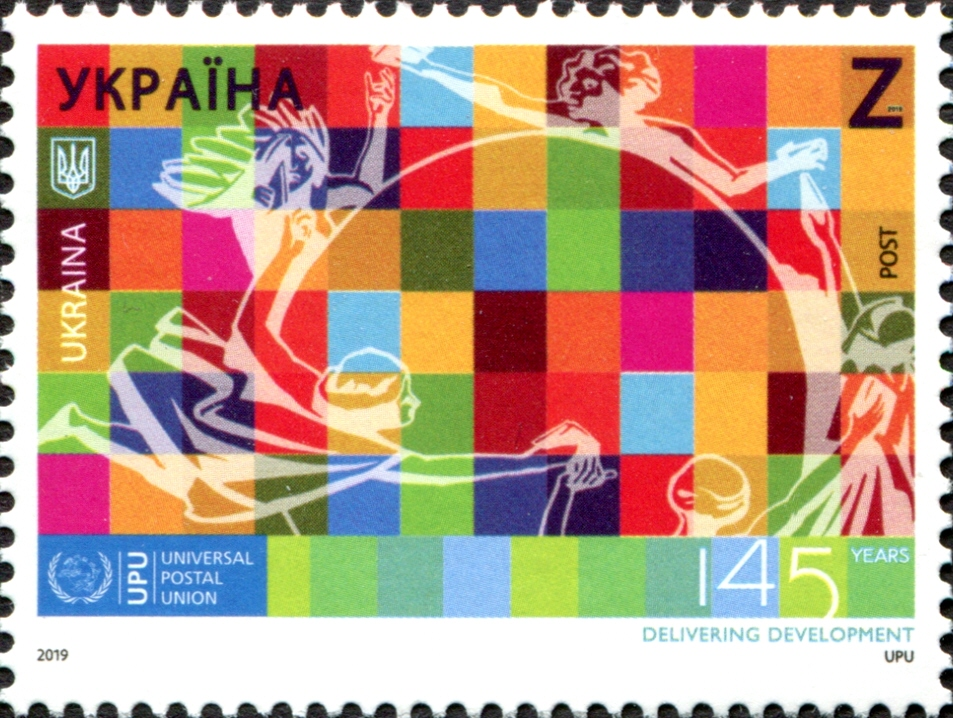
طابع أوكراني
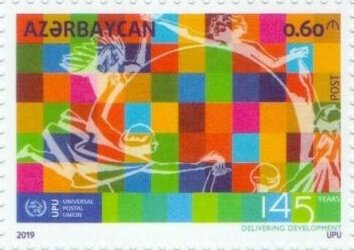
طابع أذربيجاني

### إصدارات بابل
أصدرت أربعة طوابع وبطاقة تذكارية واحدة لمناسبة إضافة بابل إلى قائمة مواقع التراث العالمي في العراق، والطوابع من تصميم أثير محمد غالب:
| #  | تاريخ الإصدار       | الوصف | الصورة | القيمة     | كمية الإصدار |
| -- | ------------------- | --- | ------ | ---------- | ------------ |
| 19 | 22 كانون الأول 2019 | طابع ملون في خلفيته كتابة مسمارية، تظهر فيه صورة الجزء الأعلى من مسلة حمورابي، تظهر حمورابي وهو يتسلم القوانين من شمش، مع شعار اليونسكو وعبارة "بابل تراث عالمي 2019". |        | 250 دينارا |              |
| 20 | 22 كانون الأول 2019 | طابع ملون، تظهر فيه صورة كائن إسطوري يظهر على بوابة عشتار، مع شعار اليونسكو وعبارة "بابل تراث عالمي 2019".                                                             |        | 500 دينار  |              |
| 21 | 22 كانون الأول 2019 | طابع ملون، تظهر فيه صورة لوحة شمش، مع شعار اليونسكو وعبارة "بابل تراث عالمي 2019".                                                                                     |        | 750 دينارا |              |
| 22 | 22 كانون الأول 2019 | طابع ملون، تظهر فيه معالم أثرية متنوعة من بابل، مع شعار اليونسكو وعبارة "بابل تراث عالمي 2019".                                                                        |        | 1000 دينار |              |

أما البطاقة التذكارية:
| # | تاريخ الإصدار       | الوصف                                                                                               | الصورة | القيمة     | كمية الإصدار |
| - | ------------------- | --------------------------------------------------------------------------------------------------- | ------ | ---------- | ------------ |
| - | 22 كانون الأول 2019 | بطاقة تذكارية تظهر فيها صورة بوابة عشتار وأسد بابل، مع شعار اليونسكو وعبارة "بابل تراث عالمي 2019". |        | 1500 دينار |              |

- صور المعالم التي ظهرت على بعض الطوابع:

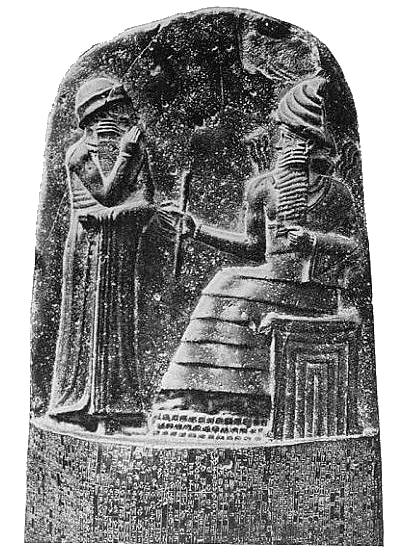
الجزء الأعلى من مسلة حمورابي، تظهر حمورابي وهو يتسلم القوانين من شمش.
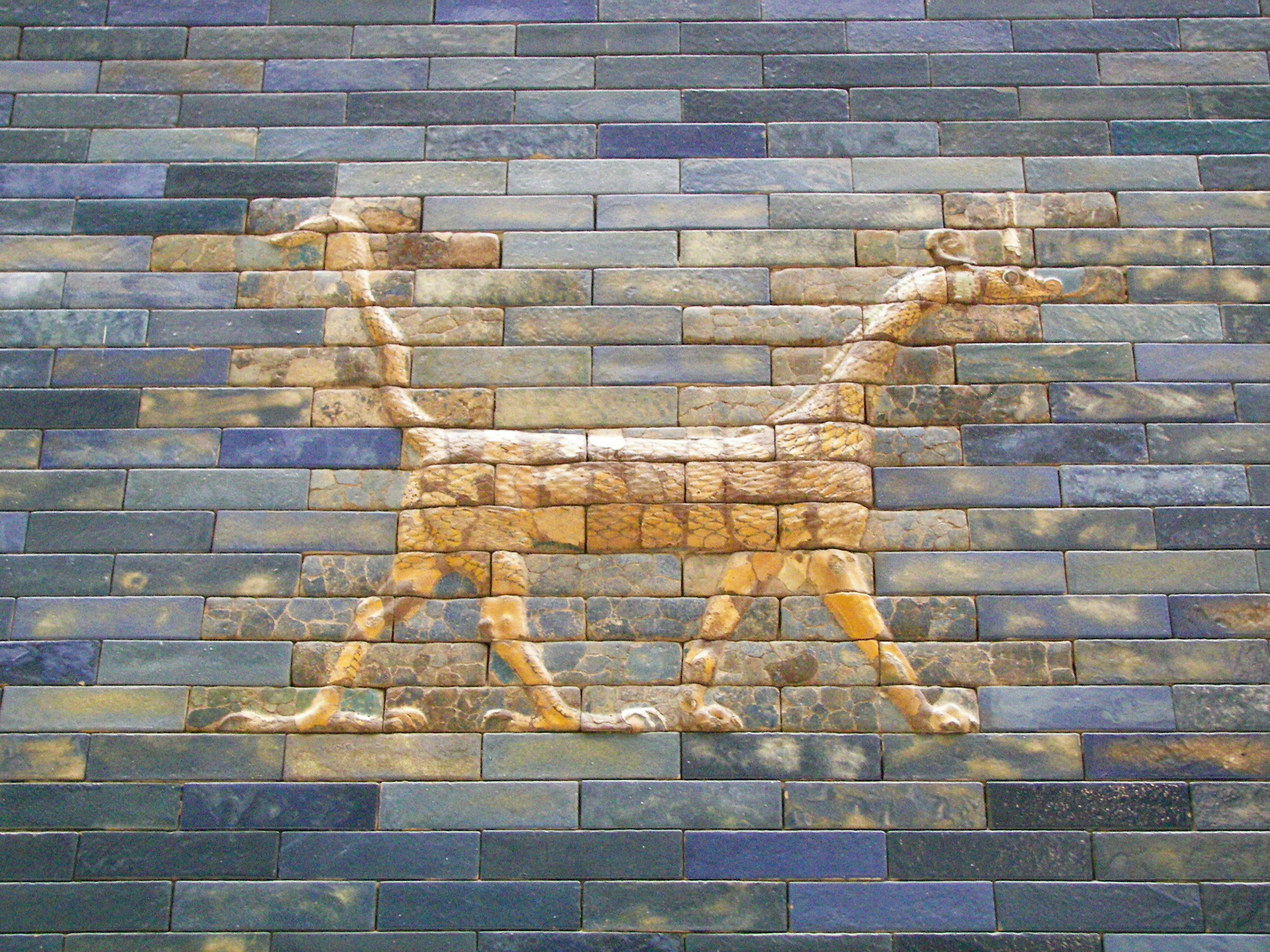
صورة كائن إسطوري كما يظهر على بوابة عشتار.
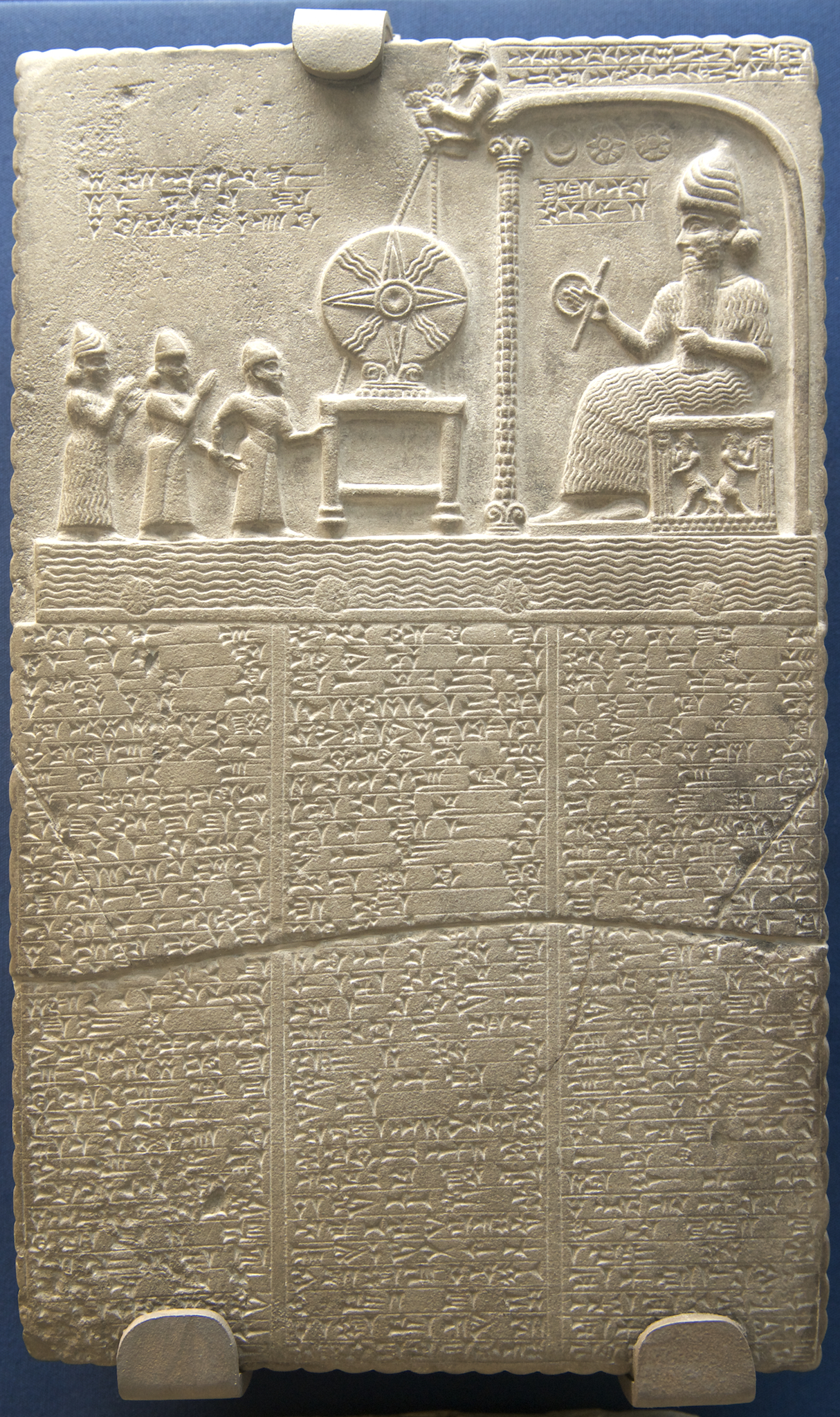
لوحة شمش

## إصدارات 2020
بلغ عدد إصدارات سنة 2020 أربع إصدارات وقد ضمت 15 طابعا وبطاقتين.

### إصدار العلاقات الدبلوماسية العراقية - الأرمينية
أصدر طابع واحد لمناسبة مرور عشرين عاما على العلاقات الدبلوماسية بين العراق وأرمينيا، والطابع من تصميم غيث المخزومي:
| # | تاريخ الإصدار | الوصف | الصورة | القيمة     | كمية الإصدار |
| - | ------------- | --- | ------ | ---------- | ------------ |
| 1 | 9 آذار 2020   | طابع ملون يظهر فيه علمي العراق وأرمينيا، مع صورة من آثار الحضر في العراق وصورة لمعلم من آثار أرمينيا، مع عبارة "الذكرى العشرون للعلاقات الدبلوماسية العراقية - الأرمينية". |        | 1000 دينار | 5000         |

### إصدار الكنائس
أصدرت ثمانية طوابع تظهر صورة كنائس في بغداد. وقد أصدر كل طابع في صحيفة تحتوي على خمسة عشر طابعا ممع معلومات حول الكنيسة في أعلى الصحيفة، وصور كنائس أخرى في حواف الصحيفة.
كما أصدرت ورقة طوابع تذكارية تحتوي على ثمانية طوابع تظهر في كل واحد منها صورة كنيسة مع ذكر اسم الكنيسة أسفل الطابع، وقد اصطفت الطوابع الثمانية في صفين يحتوي كل واحد منها أربعة طوابع، بالإضافة إلى حاشية تحيط بالطوابع وهي بلون أزرق منقوشة تظهر في أعلاها عبارة "الكنائس في بغداد"، وتحتوي الحاشية على عشر نجوم ثمانية الشكل تظهر في كل منها صورة كنيسة، وهذا الإصدار من تصميم سعد غازي:
| # | تاريخ الإصدار | الوصف | الصورة | القيمة     | كمية الإصدار |
| - | ------------- | --- | ------ | ---------- | ------------ |
| 2 | 28 أيلول 2020 | طابع ملون بإطار برتقالي تظهر فيه "كنيسة القديسة ترازيا للكلدان"، وهو الأول من اليمين في الصف العلوي في ورقة طوابع تذكارية.                |        | 250 دينارا | 4000         |
| 3 | 28 أيلول 2020 | طابع ملون بإطار أخضر مصفر تظهر فيه "كنيسة الأدفنتست السبتيين"، وهو الأول من اليمين في الصف السفلي في ورقة طوابع تذكارية.                  |        | 250 دينارا | 4000         |
| 4 | 28 أيلول 2020 | طابع ملون بإطار وردي تظهر فيه "كنيسة مريم العذراء للأرمن الأرثوذوكس"، وهو الثاني من اليمين في الصف العلوي في ورقة طوابع تذكارية.          |        | 500 دينار  | 4000         |
| 5 | 28 أيلول 2020 | طابع ملون بإطار بيجي تظهر فيه "كنيسة مار كوركيس للآثوريين"، وهو الثاني من اليمين في الصف السفلي في ورقة طوابع تذكارية.                    |        | 500 دينار  | 4000         |
| 6 | 28 أيلول 2020 | طابع ملون بإطار أزرق تظهر فيه "كنيسة السيدة العذراء للاتين"، وهو الثالث من اليمين في الصف العلوي في ورقة طوابع تذكارية.                   |        | 750 دينارا | 4000         |
| 7 | 28 أيلول 2020 | طابع ملون بإطار بنفسجي تظهر فيه "كنيسة مار بطرس ومار بولص للسريان الأرثوذوكس"، وهو الثالث من اليمين في الصف السفلي في ورقة طوابع تذكارية. |        | 750 دينارا | 4000         |
| 8 | 28 أيلول 2020 | طابع ملون بإطار أخضر نفطي تظهر فيه "كنيسة كريكور المنور للأرمن الأرثوذوكس"، وهو الأول من اليسار في الصف العلوي في ورقة طوابع تذكارية.     |        | 1000 دينار | 4000         |
| 9 | 28 أيلول 2020 | طابع ملون بإطار أخضر تظهر فيه "كنيسة سيدة النجاة للسريان الكاثوليك"، وهو الأول من اليسار في الصف السفلي في ورقة طوابع تذكارية.            |        | 1000 دينار | 4000         |

أما البطاقة التذكارية:
| # | تاريخ الإصدار | الوصف | الصورة | القيمة     | كمية الإصدار |
| - | ------------- | --- | ------ | ---------- | ------------ |
| - | 28 أيلول 2020 | بطاقة تذكارية ملون بحاشية بيضاء تظهر فيها عبارة "الكنائس في بغداد" وكذلك عبارة "كنيسة أم الأحزان للسريان الكاثوليك [الإنجليزية]" مع صورة للكنيسة في وسط الطابع. |        | 1500 دينار | 2000         |

### إصدار وزارة الصحة
أصدر طابع واحد لمناسبة مرور مائة عام على تأسيس وزارة الصحة، والطابع من تصميم مهند المهداوي:
| #  | تاريخ الإصدار        | الوصف | الصورة | القيمة     | كمية الإصدار |
| -- | -------------------- | --- | ------ | ---------- | ------------ |
| 10 | 11 تشرين الثاني 2020 | طابع بخلفية بيضاء ووردية، يظهر فيها شعار وزارة الصحة مع إضافة هلال أحمر إضافي ورقم "1" ليظهر شكل رقم "100" مع عبارة "ذكرى مرور 100 عام على تأسيس وزارة الصحة العراقية 1920 - 2020". |        | 250 دينارا | 5000         |

### إصدارات معالم بغداد
أصدرت خمسة طوابع تحتوي على بعض معالم بغداد:
| #  | تاريخ الإصدار       | الوصف                                                                                   | الصورة | القيمة     | كمية الإصدار |
| -- | ------------------- | --------------------------------------------------------------------------------------- | ------ | ---------- | ------------ |
| 11 | 23 كانون الأول 2020 | طابع ملون بإطار تركوازي منقوش يظهر فيه صورة "نصب كهرمانة".                              |        | 250 دينارا | 5000         |
| 12 | 23 كانون الأول 2020 | طابع ملون بإطار رصاصي منقوش يظهر فيه صورة "نصب عباس بن فرناس".                          |        | 500 دينار  | 5000         |
| 13 | 23 كانون الأول 2020 | طابع ملون بإطار أحمر منقوش يظهر فيه صورة "نصب النسور"، وقد رفع هذا النصب خلال عام 2024. |        | 750 دينارا | 5000         |
| 14 | 23 كانون الأول 2020 | طابع ملون بإطار أخضر منقوش يظهر فيه صورة "نصب المتنبي" في نهاية شارع المتنبي.           |        | 1000 دينار | 5000         |
| 15 | 23 كانون الأول 2020 | طابع ملون بإطار بني منقوش يظهر فيه صورة "نصب الشاعر أبو نواس".                          |        | 1500 دينار | 5000         |

أما البطاقة التذكارية:
| # | تاريخ الإصدار       | الوصف | الصورة | القيمة     | كمية الإصدار |
| - | ------------------- | --- | ------ | ---------- | ------------ |
| - | 23 كانون الأول 2020 | بطاقة تذكارية ملونة بإطار بني منقوش، تظهر فيها صورة نصب شهرزاد وشهريار قرب نهر دجلة عند شارع أبي نواس في بغداد. |        | 1000 دينار | 3000         |

## الملاحظات
1. ↑  الحُرّ في المعاجم هو طائر آخر اسمه العلمي Falco biarmicus.